# Liste des églises de Saône-et-Loire
La liste des églises de Saône-et-Loire vise à situer les églises du département français de Saône-et-Loire. Il est fait état des diverses protections dont elles peuvent bénéficier, et notamment les inscriptions et classements au titre des monuments historiques.
En ce qui concerne le culte catholique, toutes les églises sont situées dans le diocèse d'Autun, Chalon et Mâcon.

## Statistiques

### Nombres
Le département de Saône-et-Loire comprend 565 communes au 1er janvier 2021.
Depuis 2018, le diocèse d'Autun, Chalon et Mâcon compte 49 paroisses.

## Classement
Le classement ci-après se fait par commune selon l'ordre alphabétique.
Il est fait état des diverses protections dont elles peuvent bénéficier, et notamment les inscriptions et classements au titre des monuments historiques.

## Liste

### Église catholique
| Église                                                                       | Commune                          | Adresse | Coordonnées                      | Notice         | Protection | Date        | Illustration                                                                 |
| ---------------------------------------------------------------------------- | -------------------------------- | ------- | -------------------------------- | -------------- | --- | ----------- | ---------------------------------------------------------------------------- |
| Église de la Nativité d'Allerey-sur-Saône                                    | Allerey-sur-Saône                |         | 46° 54′ 20″ nord, 4° 59′ 05″ est | « PA00113066 » | Classé MH | 2001        | Église de la Nativité d'Allerey-sur-Saône                                    |
| Église Saint-Martin d'Allériot                                               | Allériot                         |         | 46° 48′ 56″ nord, 4° 56′ 45″ est | « IA71000151 » | |             | Église Saint-Martin d'Allériot                                               |
| Église Saint-Martin d'Aluze                                                  | Aluze                            |         | 46° 50′ 49″ nord, 4° 41′ 08″ est |                | |             | Église Saint-Martin d'Aluze                                                  |
| Église Saint-Pierre d'Amanzé                                                 | Amanzé                           |         | 46° 19′ 54″ nord, 4° 14′ 31″ est |                | |             | Église Saint-Pierre d'Amanzé                                                 |
| Église Notre-Dame-de-l'Assomption d'Ameugny                                  | Ameugny                          |         | 46° 31′ 33″ nord, 4° 40′ 41″ est | « PA00113069 » | Classé MH | 1913        | Église Notre-Dame-de-l'Assomption d'Ameugny                                  |
| Église Saint-Hugues d'Anglure-sous-Dun                                       | Anglure-sous-Dun                 |         | 46° 13′ 55″ nord, 4° 21′ 39″ est |                | |             | Église Saint-Hugues d'Anglure-sous-Dun                                       |
| Église Saint-Germain d'Anost                                                 | Anost                            |         | 47° 04′ 42″ nord, 4° 05′ 59″ est |                | |             | Église Saint-Germain d'Anost                                                 |
| Église Saint-Benoît d'Antully                                                | Antully                          |         | 46° 54′ 09″ nord, 4° 24′ 40″ est |                | |             | Église Saint-Benoît d'Antully                                                |
| Église Notre-Dame-de-l'Assomption d'Anzy-le-Duc                              | Anzy-le-Duc                      |         | 46° 19′ 16″ nord, 4° 03′ 44″ est | « PA00113071 » | Classé MH | 1851        | Église Notre-Dame-de-l'Assomption d'Anzy-le-Duc                              |
| Église Saint-Julien d'Artaix                                                 | Artaix                           |         | 46° 14′ 44″ nord, 4° 00′ 43″ est |                | |             | Église Saint-Julien d'Artaix                                                 |
| Église de la Nativité-de-la-Sainte-Vierge d'Authumes                         | Authumes                         |         | 46° 53′ 27″ nord, 5° 18′ 11″ est |                | |             | Église de la Nativité-de-la-Sainte-Vierge d'Authumes                         |
| Cathédrale Saint-Lazare d'Autun                                              | Autun                            |         | 46° 56′ 42″ nord, 4° 17′ 57″ est | « PA00113073 » | Classé MH | 1840        | Cathédrale Saint-Lazare d'Autun                                              |
| Église Saint-Jean d'Autun                                                    | Autun                            |         | 46° 57′ 31″ nord, 4° 18′ 01″ est | « PA00113075 » | Inscrit MH Portail d'entrée                                                                                                | 1942        | Église Saint-Jean d'Autun                                                    |
| Cathédrale Saint-Nazaire d'Autun                                             | Autun                            |         | 46° 56′ 59″ nord, 4° 17′ 58″ est |                | |             | Image manquante Téléverser                                                   |
| Prieuré Saint-Racho-lez-Autun                                                | Autun                            |         | à géolocaliser                   |                | |             | Image manquante Téléverser                                                   |
| Église Saint-Pierre-l'Estrier d'Autun                                        | Autun                            |         | 46° 57′ 41″ nord, 4° 19′ 17″ est | « PA00113076 » | Classé MH | 1979        | Église Saint-Pierre-l'Estrier d'Autun                                        |
| Église Notre-Dame-de-l'Assomption d'Autun                                    | Autun                            |         | 46° 56′ 56″ nord, 4° 17′ 51″ est | « PA00113150 » | Classé MH | 1943        | Église Notre-Dame-de-l'Assomption d'Autun                                    |
| Église du Sacré-Cœur de Fragny                                               | Autun                            |         | 46° 54′ 22″ nord, 4° 20′ 32″ est |                | |             | Image manquante Téléverser                                                   |
| Église Saint-Léger de Couhard                                                | Autun                            |         | 46° 56′ 31″ nord, 4° 18′ 48″ est |                | |             | Église Saint-Léger de Couhard                                                |
| Église Saint-Symphorien de Saint-Pantaléon                                   | Autun                            |         | 46° 57′ 40″ nord, 4° 18′ 32″ est |                | |             | Église Saint-Symphorien de Saint-Pantaléon                                   |
| Église Notre-Dame-du-Châtel                                                  | Autun                            |         | à géolocaliser                   |                | |             | Église Notre-Dame-du-Châtel                                                  |
| Église Saint-Pierre d'Auxy                                                   | Auxy                             |         | 46° 56′ 57″ nord, 4° 24′ 14″ est | « PA00113105 » | Inscrit MH Le chœur et la nef                                                                                              | 1976        | Église Saint-Pierre d'Auxy                                                   |
| Église Saint-Étienne d'Azé                                                   | Azé                              |         | 46° 25′ 51″ nord, 4° 45′ 44″ est |                | |             | Église Saint-Étienne d'Azé                                                   |
| Église Saint-Denis de Ballore                                                | Ballore                          |         | 46° 32′ 20″ nord, 4° 22′ 00″ est |                | |             | Église Saint-Denis de Ballore                                                |
| Église Saint-Vincent de Bantanges                                            | Bantanges                        |         | 46° 36′ 44″ nord, 5° 06′ 11″ est |                | |             | Église Saint-Vincent de Bantanges                                            |
| Église Saint-Jean-l'Évangéliste de Barizey                                   | Barizey                          |         | 46° 47′ 20″ nord, 4° 40′ 35″ est | « PA00113107 » | Classé MH | 1976        | Église Saint-Jean-l'Évangéliste de Barizey                                   |
| Église Saint-Bonnet de Barnay                                                | Barnay                           |         | 47° 05′ 17″ nord, 4° 20′ 01″ est |                | |             | Église Saint-Bonnet de Barnay                                                |
| Église Saint-Nizier de Baron                                                 | Baron                            |         | 46° 29′ 32″ nord, 4° 16′ 35″ est |                | |             | Église Saint-Nizier de Baron                                                 |
| Église du Sacré-Cœur de Baudemont                                            | Baudemont                        |         | 46° 17′ 16″ nord, 4° 17′ 07″ est |                | |             | Église du Sacré-Cœur de Baudemont                                            |
| Église Saint-Pierre de Baudrières                                            | Baudrières                       |         | 46° 40′ 24″ nord, 5° 00′ 41″ est |                | |             | Église Saint-Pierre de Baudrières                                            |
| Église Saint-Pons de Baugy                                                   | Baugy                            |         | 46° 17′ 50″ nord, 4° 01′ 39″ est | « PA00113109 » | Classé MH | 1913        | Église Saint-Pons de Baugy                                                   |
| Église de l'Assomption de Beaubery                                           | Beaubery                         |         | 46° 24′ 03″ nord, 4° 23′ 56″ est |                | |             | Église de l'Assomption de Beaubery                                           |
| Église de l'Assomption de Beaumont-sur-Grosne                                | Beaumont-sur-Grosne              |         | 46° 39′ 57″ nord, 4° 51′ 37″ est | « PA00113111 » | Inscrit MH | 1986        | Église de l'Assomption de Beaumont-sur-Grosne                                |
| Église Notre-Dame-de-l'Assomption de Beaurepaire-en-Bresse                   | Beaurepaire-en-Bresse            |         | 46° 40′ 09″ nord, 5° 23′ 17″ est |                | |             | Église Notre-Dame-de-l'Assomption de Beaurepaire-en-Bresse                   |
| Église Saint-Jean-Baptiste de Beauvernois                                    | Beauvernois                      |         | 46° 50′ 03″ nord, 5° 26′ 34″ est |                | |             | Église Saint-Jean-Baptiste de Beauvernois                                    |
| Église de l'Immaculée-Conception de Bellevesvre                              | Bellevesvre                      |         | 46° 50′ 28″ nord, 5° 21′ 58″ est |                | |             | Église de l'Immaculée-Conception de Bellevesvre                              |
| Église Saint-Loup de Bergesserin                                             | Bergesserin                      |         | 46° 24′ 05″ nord, 4° 33′ 44″ est | « PA00113112 » | Classé MH Le chœur, l'abside et le clocher                                                                                 | 1945        | Église Saint-Loup de Bergesserin                                             |
| Église de la Purification-de-la-Vierge de Berzé-la-Ville                     | Berzé-la-Ville                   |         | 46° 21′ 46″ nord, 4° 42′ 19″ est | « PA00125326 » | Inscrit MH | 1993        | Église de la Purification-de-la-Vierge de Berzé-la-Ville                     |
| Église Saint-Sébastien de Berzé-le-Châtel                                    | Berzé-le-Châtel                  |         | 46° 23′ 16″ nord, 4° 41′ 22″ est |                | |             | Église Saint-Sébastien de Berzé-le-Châtel                                    |
| Église Saint-Pierre de Bey                                                   | Bey                              |         | 46° 49′ 10″ nord, 4° 58′ 04″ est | « IA71000152 » | |             | Église Saint-Pierre de Bey                                                   |
| Église Saint-Jean-Baptiste de Bissey-sous-Cruchaud                           | Bissey-sous-Cruchaud             |         | 46° 43′ 56″ nord, 4° 40′ 57″ est |                | |             | Église Saint-Jean-Baptiste de Bissey-sous-Cruchaud                           |
| Église Saint-Cyr-et-Sainte-Julitte de Bissy-la-Mâconnaise                    | Bissy-la-Mâconnaise              |         | 46° 28′ 51″ nord, 4° 47′ 16″ est | « PA00113116 » | Classé MH | 1961        | Église Saint-Cyr-et-Sainte-Julitte de Bissy-la-Mâconnaise                    |
| Église Saint-Laurent de Bissy-sous-Uxelles                                   | Bissy-sous-Uxelles               |         | 46° 34′ 12″ nord, 4° 43′ 13″ est |                | |             | Image manquante Téléverser                                                   |
| Église de la Nativité-de-la-Vierge de Bissy-sur-Fley                         | Bissy-sur-Fley                   |         | 46° 39′ 47″ nord, 4° 37′ 15″ est | « PA00113118 » | Inscrit MH | 1971        | Église de la Nativité-de-la-Vierge de Bissy-sur-Fley                         |
| Église et prieuré Saint-Martin de Blanot                                     | Blanot                           |         | 46° 28′ 26″ nord, 4° 44′ 05″ est | « PA00113119 » | Classé MH | 1929        | Église et prieuré Saint-Martin de Blanot                                     |
| Église Saint-Pierre-et-Saint-Paul de Blanzy                                  | Blanzy                           |         | 46° 41′ 50″ nord, 4° 23′ 32″ est |                | |             | Image manquante Téléverser                                                   |
| Église Notre-Dame-de-la-Nativité de Bois-Sainte-Marie                        | Bois-Sainte-Marie                |         | 46° 19′ 47″ nord, 4° 21′ 18″ est | « PA00113120 » | Classé MH | 1862        | Église Notre-Dame-de-la-Nativité de Bois-Sainte-Marie                        |
| Église Saint-Hippolyte de Bonnay                                             | Bonnay                           |         | 46° 33′ 03″ nord, 4° 37′ 18″ est | « PA00113123 » | Classé MH | 1913        | Église Saint-Hippolyte de Bonnay                                             |
| Église Saint-Pierre de Besanceuil                                            | Bonnay                           |         | 46° 32′ 48″ nord, 4° 36′ 23″ est | « PA00113122 » | Inscrit MH | 1950        | Église Saint-Pierre de Besanceuil                                            |
| Église de l'Assomption-de-la-Vierge-Marie de Bonnay                          | Bonnay                           |         | 46° 33′ 02″ nord, 4° 37′ 18″ est |                | |             | Église de l'Assomption-de-la-Vierge-Marie de Bonnay                          |
| Église Saint-Andoche de Bosjean                                              | Bosjean                          |         | 46° 45′ 40″ nord, 5° 19′ 59″ est |                | |             | Église Saint-Andoche de Bosjean                                              |
| Église Saint-Martin de Bouhans                                               | Bouhans                          |         | 46° 46′ 23″ nord, 5° 17′ 55″ est |                | |             | Église Saint-Martin de Bouhans                                               |
| Église Saint-Nazaire de Bourbon-Lancy                                        | Bourbon-Lancy                    |         | 46° 37′ 10″ nord, 3° 46′ 30″ est | « PA00113125 » | Classé MH | 1893        | Église Saint-Nazaire de Bourbon-Lancy                                        |
| Église du Sacré-Cœur de Bourbon-Lancy                                        | Bourbon-Lancy                    |         | 46° 37′ 11″ nord, 3° 46′ 33″ est |                | |             | Église du Sacré-Cœur de Bourbon-Lancy                                        |
| Église Saint-Gervais-et-Saint-Protais de Bourg-le-Comte                      | Bourg-le-Comte                   |         | 46° 18′ 28″ nord, 3° 59′ 20″ est |                | |             | Église Saint-Gervais-et-Saint-Protais de Bourg-le-Comte                      |
| Église Saint-Denis de Bourgvilain                                            | Bourgvilain                      |         | 46° 22′ 11″ nord, 4° 37′ 55″ est |                | |             | Église Saint-Denis de Bourgvilain                                            |
| Église Saint-Marcel de Bouzeron                                              | Bouzeron                         |         | 46° 53′ 19″ nord, 4° 43′ 35″ est |                | |             | Image manquante Téléverser                                                   |
| Église Saint-Loup de Boyer                                                   | Boyer                            |         | 46° 35′ 29″ nord, 4° 52′ 57″ est |                | |             | Église Saint-Loup de Boyer                                                   |
| Église Saint-André de Bragny-sur-Saône                                       | Bragny-sur-Saône                 |         | 46° 54′ 37″ nord, 5° 01′ 56″ est | « IA71000565 » | |             | Église Saint-André de Bragny-sur-Saône                                       |
| Église Saint-Pancrace de Brandon                                             | Brandon                          |         | 46° 22′ 05″ nord, 4° 34′ 05″ est |                | |             | Église Saint-Pancrace de Brandon                                             |
| Église Saint-Maurice de Branges                                              | Branges                          |         | 46° 38′ 42″ nord, 5° 10′ 33″ est |                | |             | Église Saint-Maurice de Branges                                              |
| Église Saint-Quentin de Bray                                                 | Bray                             |         | 46° 30′ 13″ nord, 4° 43′ 15″ est | « PA00113132 » | Inscrit MH Les colonnes avec leurs chapiteaux                                                                              | 1932        | Église Saint-Quentin de Bray                                                 |
| Église Saint-Pancrace de Bresse-sur-Grosne                                   | Bresse-sur-Grosne                |         | 46° 35′ 35″ nord, 4° 44′ 17″ est |                | |             | Église Saint-Pancrace de Bresse-sur-Grosne                                   |
| Église Saint-Nazaire-et-Saint-Celse de Briant                                | Briant                           |         | 46° 18′ 02″ nord, 4° 08′ 58″ est |                | |             | Église Saint-Nazaire-et-Saint-Celse de Briant                                |
| Église Sainte-Madeleine de Brienne                                           | Brienne                          |         | 46° 33′ 25″ nord, 5° 01′ 11″ est | « IA71002553 » | |             | Église Sainte-Madeleine de Brienne                                           |
| Église Saint-Pierre de Brion                                                 | Brion                            |         | 46° 54′ 32″ nord, 4° 12′ 33″ est |                | |             | Église Saint-Pierre de Brion                                                 |
| Église Saint-Laurent de Broye                                                | Broye                            |         | 46° 52′ 21″ nord, 4° 17′ 21″ est |                | |             | Église Saint-Laurent de Broye                                                |
| Église de l'Assomption de Bruailles                                          | Bruailles                        |         | 46° 35′ 35″ nord, 5° 14′ 10″ est |                | |             | Église de l'Assomption de Bruailles                                          |
| Église Saint-Denis de Buffières                                              | Buffières                        |         | 46° 25′ 43″ nord, 4° 32′ 10″ est |                | |             | Église Saint-Denis de Buffières                                              |
| Église Saint-Jean-Baptiste de Burgy                                          | Burgy                            |         | 46° 27′ 51″ nord, 4° 50′ 07″ est | « PA00113139 » | Classé MH | 1979        | Église Saint-Jean-Baptiste de Burgy                                          |
| Église Saint-Nizier de Burnand                                               | Burnand                          |         | 46° 35′ 41″ nord, 4° 37′ 44″ est | « PA00132941 » | Classé MH | 1994        | Église Saint-Nizier de Burnand                                               |
| Église Sainte-Foy de Burzy                                                   | Burzy                            |         | 46° 35′ 46″ nord, 4° 34′ 57″ est |                | |             | Église Sainte-Foy de Burzy                                                   |
| Église de la Conversion-de-Saint-Paul de Bussières                           | Bussières                        |         | 46° 20′ 19″ nord, 4° 42′ 04″ est | « PA00113142 » | Classé MH | 1933        | Église de la Conversion-de-Saint-Paul de Bussières                           |
| Église Saint-Germain de Buxy                                                 | Buxy                             |         | 46° 42′ 49″ nord, 4° 41′ 43″ est | « PA00113143 » | Inscrit MH L'abside, les absidioles, le transept, le clocher avec sa tourelle d'accès et les deux chapelles latérales nord | 1943        | Église Saint-Germain de Buxy                                                 |
| Église de l'Assomption de Cersot                                             | Cersot                           |         | 46° 42′ 31″ nord, 4° 37′ 36″ est |                | |             | Église de l'Assomption de Cersot                                             |
| Église Saint-Martin de Chagny                                                | Chagny                           |         | 46° 54′ 43″ nord, 4° 45′ 08″ est | « PA00113146 » | Classé MH Le clocher ; Inscrit MH L'église                                                                                 | 1932 ; 2010 | Église Saint-Martin de Chagny                                                |
| Église de l'Assomption de Chaintré                                           | Chaintré                         |         | 46° 15′ 36″ nord, 4° 45′ 36″ est |                | |             | Église de l'Assomption de Chaintré                                           |
| Église Saint-Bonnet de Chalmoux                                              | Chalmoux                         |         | 46° 35′ 57″ nord, 3° 50′ 53″ est |                | |             | Église Saint-Bonnet de Chalmoux                                              |
| Cathédrale Saint-Vincent de Chalon-sur-Saône                                 | Chalon-sur-Saône                 |         | 46° 46′ 57″ nord, 4° 51′ 33″ est | « PA00113149 » | Classé MH Église, sauf le portail et les tours Ouest ; Classé MH Façade avec ses deux tours                                | 1903 ; 1991 | Cathédrale Saint-Vincent de Chalon-sur-Saône                                 |
| Église Saint-Pierre de Chalon-sur-Saône                                      | Chalon-sur-Saône                 |         | 46° 46′ 50″ nord, 4° 51′ 10″ est | « PA00113152 » | Inscrit MH Église à l'exception de la façade                                                                               | 1948        | Église Saint-Pierre de Chalon-sur-Saône                                      |
| Église du Sacré-Cœur de Chalon-sur-Saône                                     | Chalon-sur-Saône                 |         | 46° 47′ 27″ nord, 4° 50′ 26″ est |                | |             | Image manquante Téléverser                                                   |
| Église Notre-Dame de Lumière de Chalon-sur-Saône                             | Chalon-sur-Saône                 |         | 46° 48′ 04″ nord, 4° 50′ 44″ est |                | |             | Image manquante Téléverser                                                   |
| Église Saint-Cosme de Chalon-sur-Saône                                       | Chalon-sur-Saône                 |         | 46° 46′ 52″ nord, 4° 50′ 47″ est |                | |             | Église Saint-Cosme de Chalon-sur-Saône                                       |
| Église Saint-Jean-des-Vignes de Chalon-sur-Saône                             | Chalon-sur-Saône                 |         | 46° 47′ 46″ nord, 4° 51′ 49″ est |                | |             | Image manquante Téléverser                                                   |
| Église de l'Ordre du temple de Chalon-sur-Saône                              | Chalon-sur-Saône                 |         | 46° 46′ 47″ nord, 4° 51′ 11″ est |                | |             | Image manquante Téléverser                                                   |
| Église Saint-Paul de Chalon-sur-Saône                                        | Chalon-sur-Saône                 |         | 46° 47′ 46″ nord, 4° 51′ 55″ est |                | |             | Image manquante Téléverser                                                   |
| Église Saint-Didier de Chambilly                                             | Chambilly                        |         | 46° 16′ 44″ nord, 4° 00′ 50″ est |                | |             | Église Saint-Didier de Chambilly                                             |
| Église Saint-Pierre-et-Saint-Paul de Chamilly                                | Chamilly                         |         | 46° 52′ 05″ nord, 4° 41′ 03″ est | « PA00113184 » | Inscrit MH | 1972        | Église Saint-Pierre-et-Saint-Paul de Chamilly                                |
| Église Saint-Martial de Champagnat                                           | Champagnat                       |         | 46° 29′ 07″ nord, 5° 22′ 54″ est |                | |             | Église Saint-Martial de Champagnat                                           |
| Église Saint-Vincent de Champagny-sous-Uxelles                               | Champagny-sous-Uxelles           |         | 46° 34′ 45″ nord, 4° 44′ 37″ est |                | |             | Église Saint-Vincent de Champagny-sous-Uxelles                               |
| Église Saint-Vincent de Champforgeuil                                        | Champforgeuil                    |         | 46° 49′ 12″ nord, 4° 50′ 12″ est |                | |             | Église Saint-Vincent de Champforgeuil                                        |
| Église de l'Assomption de Champlecy                                          | Champlecy                        |         | 46° 28′ 10″ nord, 4° 14′ 39″ est |                | |             | Église de l'Assomption de Champlecy                                          |
| Église Saint-Roch de Change                                                  | Change                           |         | 46° 55′ 46″ nord, 4° 38′ 03″ est |                | |             | Église Saint-Roch de Change                                                  |
| Église de la Conversion-de-Saint-Paul de Changy                              | Changy                           |         | 46° 24′ 51″ nord, 4° 14′ 10″ est | « PA00113185 » | Inscrit MH | 1971        | Église de la Conversion-de-Saint-Paul de Changy                              |
| Église Notre-Dame de Lancharre                                               | Chapaize                         |         | 46° 33′ 48″ nord, 4° 45′ 21″ est | « PA00113187 » | Classé MH | 1930        | Église Notre-Dame de Lancharre                                               |
| Église Saint-Martin de Chapaize                                              | Chapaize                         |         | 46° 33′ 24″ nord, 4° 44′ 14″ est | « PA00113186 » | Classé MH | 1862        | Église Saint-Martin de Chapaize                                              |
| Église Saint-Marcel de Charbonnat                                            | Charbonnat                       |         | 46° 47′ 19″ nord, 4° 06′ 56″ est |                | |             | Église Saint-Marcel de Charbonnat                                            |
| Église Saint-Bonnet de Charbonnières                                         | Charbonnières                    |         | 46° 23′ 22″ nord, 4° 50′ 01″ est |                | |             | Église Saint-Bonnet de Charbonnières                                         |
| Église Saint-Germain de Chardonnay                                           | Chardonnay                       |         | 46° 30′ 35″ nord, 4° 51′ 43″ est |                | |             | Église Saint-Germain de Chardonnay                                           |
| Église du Saint-Sacrement de Charette-Varennes                               | Charette-Varennes                |         | 46° 54′ 38″ nord, 5° 12′ 05″ est |                | |             | Église du Saint-Sacrement de Charette-Varennes                               |
| Église Saint-Martin de Charmoy                                               | Charmoy                          |         | 46° 45′ 22″ nord, 4° 20′ 04″ est | « PA00113196 » | Inscrit MH L'abside et le clocher                                                                                          | 1971        | Image manquante Téléverser                                                   |
| Église Saint-Grégoire-le-Grand de Charnay-lès-Chalon                         | Charnay-lès-Chalon               |         | 46° 56′ 22″ nord, 5° 05′ 34″ est | « IA71000472 » | |             | Église Saint-Grégoire-le-Grand de Charnay-lès-Chalon                         |
| Église Sacré-Cœur de Charnay-lès-Mâcon                                       | Charnay-lès-Mâcon                |         | 46° 18′ 31″ nord, 4° 48′ 41″ est |                | |             | Église Sacré-Cœur de Charnay-lès-Mâcon                                       |
| Église Sainte-Madeleine de Charnay-lès-Mâcon                                 | Charnay-lès-Mâcon                |         | 46° 18′ 35″ nord, 4° 47′ 03″ est |                | |             | Église Sainte-Madeleine de Charnay-lès-Mâcon                                 |
| Église du Sacré-Cœur de Charolles                                            | Charolles                        |         | 46° 26′ 01″ nord, 4° 16′ 28″ est |                | |             | Église du Sacré-Cœur de Charolles                                            |
| Église Saint-Maurice-et-ses-Compagnons de Charrecey                          | Charrecey                        |         | 46° 50′ 19″ nord, 4° 40′ 08″ est |                | |             | Église Saint-Maurice-et-ses-Compagnons de Charrecey                          |
| Église Notre-Dame de Chasselas                                               | Chasselas                        |         | 46° 16′ 33″ nord, 4° 43′ 06″ est |                | |             | Église Notre-Dame de Chasselas                                               |
| Église Saint-Vincent de Chassey-le-Camp                                      | Chassey-le-Camp                  |         | 46° 53′ 08″ nord, 4° 41′ 45″ est |                | |             | Église Saint-Vincent de Chassey-le-Camp                                      |
| Église Saint-Symphorien de Chassigny-sous-Dun                                | Chassigny-sous-Dun               |         | 46° 14′ 17″ nord, 4° 17′ 38″ est |                | |             | Église Saint-Symphorien de Chassigny-sous-Dun                                |
| Église Saint-Pierre-ès-Liens de Chassy                                       | Chassy                           |         | 46° 35′ 13″ nord, 4° 06′ 46″ est | « PA00113207 » | Inscrit MH | 1926        | Église Saint-Pierre-ès-Liens de Chassy                                       |
| Église Saint-Véran de Chaudenay                                              | Chaudenay                        |         | 46° 54′ 58″ nord, 4° 47′ 13″ est | « PA00113560 » | Inscrit MH | 1992        | Église Saint-Véran de Chaudenay                                              |
| Église Notre-Dame-de-la-Nativité de Chauffailles                             | Chauffailles                     |         | 46° 12′ 27″ nord, 4° 20′ 20″ est |                | |             | Église Notre-Dame-de-la-Nativité de Chauffailles                             |
| Église Saint-Pierre de Cheilly-lès-Maranges                                  | Cheilly-lès-Maranges             |         | 46° 53′ 43″ nord, 4° 40′ 02″ est | « IA71002133 » | |             | Église Saint-Pierre de Cheilly-lès-Maranges                                  |
| Église Saint-Martin de Chenay-le-Châtel                                      | Chenay-le-Châtel                 |         | 46° 13′ 33″ nord, 3° 56′ 28″ est |                | |             | Église Saint-Martin de Chenay-le-Châtel                                      |
| Église Saint-Blaise de Chenôves                                              | Chenôves                         |         | 46° 40′ 19″ nord, 4° 40′ 10″ est |                | |             | Église Saint-Blaise de Chenôves                                              |
| Église Saint-Vincent de Chevagny-les-Chevrières                              | Chevagny-les-Chevrières          |         | 46° 19′ 57″ nord, 4° 46′ 18″ est |                | |             | Église Saint-Vincent de Chevagny-les-Chevrières                              |
| Église Saint-Antoine de Chevagny-sur-Guye                                    | Chevagny-sur-Guye                |         | 46° 32′ 19″ nord, 4° 30′ 35″ est |                | |             | Église Saint-Antoine de Chevagny-sur-Guye                                    |
| Église Saint-Étienne de Chiddes                                              | Chiddes                          |         | 46° 27′ 25″ nord, 4° 30′ 52″ est | « PA00113213 » | Inscrit MH Le clocher | 1927        | Église Saint-Étienne de Chiddes                                              |
| Église Saint-Martin de Chissey-en-Morvan                                     | Chissey-en-Morvan                |         | 47° 07′ 06″ nord, 4° 13′ 31″ est |                | |             | Église Saint-Martin de Chissey-en-Morvan                                     |
| Église Saint-Pierre de Chissey-lès-Mâcon                                     | Chissey-lès-Mâcon                |         | 46° 31′ 30″ nord, 4° 44′ 33″ est | « PA00113214 » | Inscrit MH Église, sauf parties classées ; Classé MH La nef et la tour                                                     | 1927 ; 1935 | Église Saint-Pierre de Chissey-lès-Mâcon                                     |
| Église Notre-Dame de Lys                                                     | Chissey-lès-Mâcon                |         | 46° 31′ 45″ nord, 4° 43′ 57″ est | « PA00113215 » | Inscrit MH | 1938        | Église Notre-Dame de Lys                                                     |
| Église Saint-Pierre-et-Saint-Paul de Chânes                                  | Chânes                           |         | 46° 15′ 08″ nord, 4° 45′ 20″ est |                | |             | Église Saint-Pierre-et-Saint-Paul de Chânes                                  |
| Église Saint-Martin de Château                                               | Château                          |         | 46° 25′ 43″ nord, 4° 36′ 22″ est |                | |             | Église Saint-Martin de Château                                               |
| Église Saint-Paul de Châteauneuf                                             | Châteauneuf                      |         | 46° 12′ 45″ nord, 4° 15′ 18″ est | « PA00113208 » | Classé MH | 1862        | Église Saint-Paul de Châteauneuf                                             |
| Église Saint-Martin de Châtel-Moron                                          | Châtel-Moron                     |         | 46° 47′ 36″ nord, 4° 38′ 53″ est |                | |             | Église Saint-Martin de Châtel-Moron                                          |
| Église Saint-Joseph de Châtenay                                              | Châtenay                         |         | 46° 17′ 27″ nord, 4° 22′ 57″ est |                | |             | Église Saint-Joseph de Châtenay                                              |
| Église Saint-Martin de Châtenoy-le-Royal                                     | Châtenoy-le-Royal                |         | 46° 47′ 28″ nord, 4° 48′ 34″ est |                | |             | Église Saint-Martin de Châtenoy-le-Royal                                     |
| Église Saint-Martin de Chérizet                                              | Chérizet                         |         | 46° 31′ 02″ nord, 4° 34′ 04″ est |                | |             | Église Saint-Martin de Chérizet                                              |
| Église Notre-Dame-de-l'Assomption de Ciel                                    | Ciel                             |         | 46° 52′ 51″ nord, 5° 02′ 32″ est | « PA00113216 » | Inscrit MH | 1926        | Église Notre-Dame-de-l'Assomption de Ciel                                    |
| Église Saint-Martin de Ciry-le-Noble                                         | Ciry-le-Noble                    |         | 46° 36′ 18″ nord, 4° 18′ 00″ est |                | |             | Image manquante Téléverser                                                   |
| Église Notre-Dame-de-l'Assomption de Clermain                                | Clermain                         |         | 46° 21′ 55″ nord, 4° 35′ 02″ est |                | |             | Église Notre-Dame-de-l'Assomption de Clermain                                |
| Église Saint-Roch de Clessy                                                  | Clessy                           |         | 46° 33′ 25″ nord, 4° 05′ 15″ est |                | |             | Image manquante Téléverser                                                   |
| Église Notre-Dame de Clessé                                                  | Clessé                           |         | 46° 24′ 58″ nord, 4° 48′ 52″ est | « PA00113219 » | Inscrit MH L'église, sauf clocher classé ; Classé MH Le clocher                                                            | 1929 ; 1930 | Église Notre-Dame de Clessé                                                  |
| Église Saint-Trivier de Quintaine                                            | Clessé                           |         | 46° 26′ 01″ nord, 4° 50′ 06″ est |                | |             | Image manquante Téléverser                                                   |
| Église Saint-Marcel de Cluny                                                 | Cluny                            |         | 46° 25′ 52″ nord, 4° 39′ 43″ est | « PA00113223 » | Classé MH | 2017        | Église Saint-Marcel de Cluny                                                 |
| Église Notre-Dame de Cluny                                                   | Cluny                            |         | 46° 26′ 02″ nord, 4° 39′ 27″ est | « PA00113222 » | Classé MH | 1862        | Église Notre-Dame de Cluny                                                   |
| Abbatiale Saint-Pierre-et-Saint-Paul de Cluny                                | Cluny                            |         | 46° 26′ 05″ nord, 4° 39′ 34″ est |                | |             | Abbatiale Saint-Pierre-et-Saint-Paul de Cluny                                |
| Église Saint-Denis de Villeneuve                                             | Clux-Villeneuve                  |         | 46° 57′ 23″ nord, 5° 10′ 17″ est | « IA71000312 » | |             | Église Saint-Denis de Villeneuve                                             |
| Église Saint-Étienne de Collonge-en-Charollais                               | Collonge-en-Charollais           |         | 46° 38′ 29″ nord, 4° 32′ 05″ est |                | |             | Église Saint-Étienne de Collonge-en-Charollais                               |
| Église Saint-Barthélemy de Collonge-la-Madeleine                             | Collonge-la-Madeleine            |         | 46° 56′ 26″ nord, 4° 31′ 19″ est |                | |             | Église Saint-Barthélemy de Collonge-la-Madeleine                             |
| Église Saint-Hippolyte de Colombier-en-Brionnais                             | Colombier-en-Brionnais           |         | 46° 21′ 19″ nord, 4° 19′ 57″ est |                | |             | Église Saint-Hippolyte de Colombier-en-Brionnais                             |
| Église Saint-Laurent de Condal                                               | Condal                           |         | 46° 27′ 43″ nord, 5° 16′ 51″ est |                | |             | Église Saint-Laurent de Condal                                               |
| Église Saint-Martin de Cordesse                                              | Cordesse                         |         | 47° 02′ 19″ nord, 4° 20′ 42″ est | « PA00113245 » | Inscrit MH | 1926        | Église Saint-Martin de Cordesse                                              |
| Église de la Vierge de Chazelles                                             | Cormatin                         |         | 46° 31′ 49″ nord, 4° 41′ 31″ est | « PA00113247 » | Inscrit MH | 1926        | Église de la Vierge de Chazelles                                             |
| Église de l'Assomption de Cormatin                                           | Cormatin                         |         | 46° 32′ 38″ nord, 4° 41′ 14″ est |                | |             | Église de l'Assomption de Cormatin                                           |
| Église Saint-Maurice de Cortambert                                           | Cortambert                       |         | 46° 28′ 44″ nord, 4° 42′ 54″ est |                | |             | Église Saint-Maurice de Cortambert                                           |
| Église Saint-Jean-Baptiste de Cortevaix                                      | Cortevaix                        |         | 46° 32′ 16″ nord, 4° 38′ 19″ est |                | |             | Église Saint-Jean-Baptiste de Cortevaix                                      |
| Église Sainte-Madeleine de Coublanc                                          | Coublanc                         |         | 46° 10′ 27″ nord, 4° 16′ 23″ est |                | |             | Église Sainte-Madeleine de Coublanc                                          |
| Église Saint-Martin de Couches                                               | Couches                          |         | 46° 52′ 14″ nord, 4° 34′ 20″ est |                | |             | Église Saint-Martin de Couches                                               |
| Église Saint-Martin de Cressy-sur-Somme                                      | Cressy-sur-Somme                 |         | 46° 41′ 39″ nord, 3° 52′ 00″ est |                | |             | Église Saint-Martin de Cressy-sur-Somme                                      |
| Église Saint-Symphorien de Crissey                                           | Crissey                          |         | 46° 49′ 01″ nord, 4° 52′ 59″ est |                | |             | Église Saint-Symphorien de Crissey                                           |
| Église Saint-Symphorien de Cronat                                            | Cronat                           |         | 46° 43′ 19″ nord, 3° 40′ 59″ est |                | |             | Église Saint-Symphorien de Cronat                                            |
| Église Saint-Pierre de Cruzille                                              | Cruzille                         |         | 46° 30′ 19″ nord, 4° 47′ 49″ est |                | |             | Église Saint-Pierre de Cruzille                                              |
| Église Saint-Claude de Créot                                                 | Créot                            |         | 46° 55′ 05″ nord, 4° 36′ 49″ est |                | |             | Église Saint-Claude de Créot                                                 |
| Église Saint-Jacques-le-Majeur de Crêches-sur-Saône                          | Crêches-sur-Saône                |         | 46° 14′ 51″ nord, 4° 47′ 09″ est |                | |             | Église Saint-Jacques-le-Majeur de Crêches-sur-Saône                          |
| Église Saint-Roch de Dracé-les-Ollières                                      | Crêches-sur-Saône                |         | 46° 13′ 56″ nord, 4° 46′ 26″ est |                | |             | Église Saint-Roch de Dracé-les-Ollières                                      |
| Église Saint-Thomas-de-Canterbury de Cuiseaux                                | Cuiseaux                         |         | 46° 29′ 38″ nord, 5° 23′ 21″ est |                | |             | Église Saint-Thomas-de-Canterbury de Cuiseaux                                |
| Église Notre-Dame-de-l'Assomption de Cuisery                                 | Cuisery                          |         | 46° 33′ 37″ nord, 5° 00′ 09″ est | « PA00113259 » | Classé MH | 1996        | Église Notre-Dame-de-l'Assomption de Cuisery                                 |
| Église Saint-Pierre de Cuisery                                               | Cuisery                          |         | 46° 33′ 31″ nord, 5° 00′ 02″ est | « PA00113260 » | Inscrit MH | 1941        | Église Saint-Pierre de Cuisery                                               |
| Église Saint-Germain de Culles-les-Roches                                    | Culles-les-Roches                |         | 46° 39′ 11″ nord, 4° 39′ 09″ est |                | |             | Église Saint-Germain de Culles-les-Roches                                    |
| Église Saint-Pierre-aux-Liens de Curbigny                                    | Curbigny                         |         | 46° 18′ 29″ nord, 4° 18′ 38″ est |                | |             | Église Saint-Pierre-aux-Liens de Curbigny                                    |
| Église Saint-Pierre de Curdin                                                | Curdin                           |         | 46° 35′ 40″ nord, 3° 59′ 48″ est |                | |             | Église Saint-Pierre de Curdin                                                |
| Église Saint-Ferréol de Curgy                                                | Curgy                            |         | 46° 59′ 05″ nord, 4° 23′ 01″ est | « PA00113262 » | Classé MH | 1897        | Église Saint-Ferréol de Curgy                                                |
| Église Saint-Genès de Curtil-sous-Buffières                                  | Curtil-sous-Buffières            |         | 46° 24′ 08″ nord, 4° 31′ 34″ est |                | |             | Église Saint-Genès de Curtil-sous-Buffières                                  |
| Église Saint-Pierre de Curtil-sous-Burnand                                   | Curtil-sous-Burnand              |         | 46° 34′ 55″ nord, 4° 37′ 57″ est | « PA00125328 » | Inscrit MH | 1993        | Église Saint-Pierre de Curtil-sous-Burnand                                   |
| Église Saints-Pierre-et-Paul de Cussy-en-Morvan                              | Cussy-en-Morvan                  |         | 47° 05′ 23″ nord, 4° 09′ 52″ est |                | |             | Église Saints-Pierre-et-Paul de Cussy-en-Morvan                              |
| Église Saint-Barthélemy de Cuzy                                              | Cuzy                             |         | 46° 45′ 38″ nord, 4° 01′ 54″ est |                | |             | Église Saint-Barthélemy de Cuzy                                              |
| Église Saint-Pierre-et-Saint-Paul de Céron                                   | Céron                            |         | 46° 16′ 57″ nord, 3° 56′ 37″ est |                | |             | Église Saint-Pierre-et-Saint-Paul de Céron                                   |
| Église Saint-Georges de Damerey                                              | Damerey                          |         | 46° 50′ 00″ nord, 4° 59′ 22″ est | « IA71000153 » | |             | Église Saint-Georges de Damerey                                              |
| Église Saint-Pierre de Dampierre-en-Bresse                                   | Dampierre-en-Bresse              |         | 46° 49′ 42″ nord, 5° 11′ 59″ est |                | |             | Église Saint-Pierre de Dampierre-en-Bresse                                   |
| Église Saint-Julien de Davayé                                                | Davayé                           |         | 46° 18′ 19″ nord, 4° 44′ 27″ est |                | |             | Église Saint-Julien de Davayé                                                |
| Église Saint-Martial-de-Limoges de Demigny                                   | Demigny                          |         | 46° 55′ 52″ nord, 4° 50′ 13″ est | « PA00113266 » | Inscrit MH | 1946        | Église Saint-Martial-de-Limoges de Demigny                                   |
| Église Saint-André de Dennevy                                                | Dennevy                          |         | 46° 51′ 59″ nord, 4° 38′ 58″ est |                | |             | Église Saint-André de Dennevy                                                |
| Église Saint-Martin de Dettey                                                | Dettey                           |         | 46° 45′ 49″ nord, 4° 10′ 54″ est |                | |             | Église Saint-Martin de Dettey                                                |
| Église Saint-Martin de Devrouze                                              | Devrouze                         |         | 46° 45′ 46″ nord, 5° 09′ 23″ est |                | |             | Église Saint-Martin de Devrouze                                              |
| Église Saint-Martin de Dezize-lès-Maranges                                   | Dezize-lès-Maranges              |         | 46° 54′ 37″ nord, 4° 39′ 25″ est | « PA00113268 » | Inscrit MH | 1926        | Église Saint-Martin de Dezize-lès-Maranges                                   |
| Église Saint-Pierre de Diconne                                               | Diconne                          |         | 46° 46′ 24″ nord, 5° 08′ 07″ est |                | |             | Église Saint-Pierre de Diconne                                               |
| Église Notre-Dame-de-la-Providence de Digoin                                 | Digoin                           |         | 46° 28′ 52″ nord, 3° 58′ 40″ est |                | |             | Église Notre-Dame-de-la-Providence de Digoin                                 |
| Église Sainte-Bernadette de Digoin                                           | Digoin                           |         | 46° 29′ 28″ nord, 3° 59′ 49″ est | ACR0000236     | |             | Église Sainte-Bernadette de Digoin                                           |
| Église Saint-Martin de Vigny                                                 | Digoin                           |         | 46° 30′ 16″ nord, 4° 04′ 54″ est |                | |             | Image manquante Téléverser                                                   |
| Église Saint-Barthélemy de Dommartin-lès-Cuiseaux                            | Dommartin-lès-Cuiseaux           |         | 46° 29′ 53″ nord, 5° 17′ 56″ est |                | |             | Église Saint-Barthélemy de Dommartin-lès-Cuiseaux                            |
| Église Saint-Antoine de Dompierre-les-Ormes                                  | Dompierre-les-Ormes              |         | 46° 21′ 37″ nord, 4° 28′ 59″ est |                | |             | Église Saint-Antoine de Dompierre-les-Ormes                                  |
| Église Saint-Pierre de Meulin                                                | Dompierre-les-Ormes              |         | 46° 22′ 13″ nord, 4° 30′ 30″ est |                | |             | Église Saint-Pierre de Meulin                                                |
| Église Sainte-Marie-Madeleine de Donzy-le-National                           | Donzy-le-National                |         | 46° 27′ 14″ nord, 4° 33′ 53″ est |                | |             | Église Sainte-Marie-Madeleine de Donzy-le-National                           |
| Église Saint-Julien de Donzy-le-Pertuis                                      | Donzy-le-Pertuis                 |         | 46° 27′ 03″ nord, 4° 43′ 12″ est | « PA00113271 » | Inscrit MH L'église, sauf parties classées ; Classé MH Le clocher, l'abside et le transept                                 | 1928 ; 1974 | Église Saint-Julien de Donzy-le-Pertuis                                      |
| Église Saint-Loup de Dracy-Saint-Loup                                        | Dracy-Saint-Loup                 |         | 47° 00′ 52″ nord, 4° 20′ 09″ est |                | |             | Église Saint-Loup de Dracy-Saint-Loup                                        |
| Église Saint-Bénigne de Dracy-le-Fort                                        | Dracy-le-Fort                    |         | 46° 47′ 53″ nord, 4° 45′ 48″ est |                | |             | Église Saint-Bénigne de Dracy-le-Fort                                        |
| Église Saint-Maurice de Dracy-lès-Couches                                    | Dracy-lès-Couches                |         | 46° 53′ 19″ nord, 4° 34′ 37″ est |                | |             | Église Saint-Maurice de Dracy-lès-Couches                                    |
| Église Saint-Pierre-aux-Liens de Dyo                                         | Dyo                              |         | 46° 21′ 35″ nord, 4° 16′ 34″ est |                | |             | Église Saint-Pierre-aux-Liens de Dyo                                         |
| Église Notre-Dame-de-l'Assomption d'Essertenne                               | Essertenne                       |         | 46° 48′ 46″ nord, 4° 32′ 41″ est |                | |             | Église Notre-Dame-de-l'Assomption d'Essertenne                               |
| Église Sainte-Madeleine de Farges-lès-Chalon                                 | Farges-lès-Chalon                |         | 46° 49′ 58″ nord, 4° 48′ 22″ est |                | |             | Église Sainte-Madeleine de Farges-lès-Chalon                                 |
| Église Saint-Barthélémy de Farges-lès-Mâcon                                  | Farges-lès-Chalon                |         | 46° 30′ 44″ nord, 4° 53′ 55″ est | « PA00113276 » | Classé MH | 1913        | Église Saint-Barthélémy de Farges-lès-Mâcon                                  |
| Église Saint-Martin de Flacey-en-Bresse                                      | Flacey-en-Bresse                 |         | 46° 35′ 59″ nord, 5° 23′ 29″ est |                | |             | Église Saint-Martin de Flacey-en-Bresse                                      |
| Église Saint-Thibaut de Flagy                                                | Flagy                            |         | 46° 30′ 00″ nord, 4° 38′ 17″ est |                | |             | Église Saint-Thibaut de Flagy                                                |
| Église Saint-Barthélemy de Fleury-la-Montagne                                | Fleury-la-Montagne               |         | 46° 12′ 20″ nord, 4° 07′ 08″ est | « PA00113279 » | Inscrit MH Le portail occidental                                                                                           | 1926        | Église Saint-Barthélemy de Fleury-la-Montagne                                |
| Église Saint-Euverte de Fley                                                 | Fley                             |         | 46° 40′ 10″ nord, 4° 38′ 30″ est |                | |             | Église Saint-Euverte de Fley                                                 |
| Église Saint-Just de Fontaines                                               | Fontaines                        |         | 46° 50′ 54″ nord, 4° 46′ 22″ est | « PA00113280 » | Inscrit MH | 1987        | Église Saint-Just de Fontaines                                               |
| Église Notre-Dame-de-l'Assomption de Fragnes                                 | Fragnes-La Loyère                |         | 46° 50′ 01″ nord, 4° 50′ 43″ est |                | |             | Image manquante Téléverser                                                   |
| Église Saint-Denis de Frangy-en-Bresse                                       | Frangy-en-Bresse                 |         | 46° 44′ 02″ nord, 5° 19′ 59″ est |                | |             | Église Saint-Denis de Frangy-en-Bresse                                       |
| Église de l'Assomption de Fretterans                                         | Fretterans                       |         | 46° 55′ 11″ nord, 5° 17′ 08″ est |                | |             | Église de l'Assomption de Fretterans                                         |
| Église Saint-Martin de Frontenard                                            | Frontenard                       |         | 46° 54′ 52″ nord, 5° 09′ 44″ est |                | |             | Église Saint-Martin de Frontenard                                            |
| Église Saint-Étienne de Frontenaud                                           | Frontenaud                       |         | 46° 33′ 06″ nord, 5° 17′ 38″ est |                | |             | Église Saint-Étienne de Frontenaud                                           |
| Église Saint-Germain de Fuissé                                               | Fuissé                           |         | 46° 16′ 47″ nord, 4° 44′ 31″ est |                | |             | Église Saint-Germain de Fuissé                                               |
| Église de Fuissé                                                             | Fuissé                           |         | 46° 16′ 46″ nord, 4° 44′ 42″ est |                | |             | Église de Fuissé                                                             |
| Église Saint-Pierre de Genouilly                                             | Genouilly                        |         | 46° 39′ 01″ nord, 4° 34′ 28″ est |                | |             | Église Saint-Pierre de Genouilly                                             |
| Église Saint-Germain de Gergy                                                | Gergy                            |         | 46° 52′ 40″ nord, 4° 56′ 46″ est | « PA00113283 » | Inscrit MH | 1937        | Église Saint-Germain de Gergy                                                |
| Église Saint-Pierre de Germagny                                              | Germagny                         |         | 46° 40′ 12″ nord, 4° 36′ 05″ est |                | |             | Église Saint-Pierre de Germagny                                              |
| Église Saint-Blaise de Germolles-sur-Grosne                                  | Germolles-sur-Grosne             |         | 46° 16′ 50″ nord, 4° 35′ 29″ est |                | |             | Église Saint-Blaise de Germolles-sur-Grosne                                  |
| Église Saint-Martin de Gibles                                                | Gibles                           |         | 46° 19′ 27″ nord, 4° 22′ 42″ est |                | |             | Église Saint-Martin de Gibles                                                |
| Église Saint-Pancrace de l'Épervière                                         | Gigny-sur-Saône                  |         | 46° 39′ 15″ nord, 4° 56′ 28″ est |                | |             | Église Saint-Pancrace de l'Épervière                                         |
| Église Sainte-Anne de Gilly-sur-Loire                                        | Gilly-sur-Loire                  |         | 46° 32′ 15″ nord, 3° 46′ 40″ est |                | |             | Image manquante Téléverser                                                   |
| Église Saints-Pierre-et-Paul de Givry                                        | Givry                            |         | 46° 46′ 55″ nord, 4° 44′ 44″ est | « PA00113287 » | Classé MH | 1913        | Église Saints-Pierre-et-Paul de Givry                                        |
| Église Saint-Martin de Cortiambles                                           | Givry                            |         | 46° 46′ 45″ nord, 4° 43′ 50″ est | « PA00113288 » | Inscrit MH | 1941        | Église Saint-Martin de Cortiambles                                           |
| Église Saint-Martin de Poncey                                                | Givry                            |         | 46° 46′ 30″ nord, 4° 43′ 32″ est |                | |             | Image manquante Téléverser                                                   |
| Église Saint-Martin de Russilly                                              | Givry                            |         | 46° 46′ 45″ nord, 4° 42′ 22″ est |                | |             | Image manquante Téléverser                                                   |
| Église Notre-Dame-de-l'Assomption de Gourdon                                 | Gourdon                          |         | 46° 38′ 29″ nord, 4° 26′ 48″ est | « PA00113294 » | Classé MH | 1900        | Église Notre-Dame-de-l'Assomption de Gourdon                                 |
| Église Saint-Antoine de Grandvaux                                            | Grandvaux                        |         | 46° 30′ 37″ nord, 4° 15′ 56″ est |                | |             | Église Saint-Antoine de Grandvaux                                            |
| Église Saint-Martin de Granges                                               | Granges                          |         | 46° 44′ 40″ nord, 4° 43′ 48″ est | « PA00113538 » | Inscrit MH | 1990        | Église Saint-Martin de Granges                                               |
| Église Saint-Martin de Grevilly                                              | Grevilly                         |         | 46° 30′ 58″ nord, 4° 49′ 18″ est | « PA00113295 » | Inscrit MH | 1941        | Église Saint-Martin de Grevilly                                              |
| Église de la Décollation-de-Saint-Jean-Baptiste de Grury                     | Grury                            |         | 46° 40′ 29″ nord, 3° 54′ 42″ est |                | |             | Église de la Décollation-de-Saint-Jean-Baptiste de Grury                     |
| Église Saint-Michel de Guerfand                                              | Guerfand                         |         | 46° 47′ 13″ nord, 5° 01′ 47″ est | « IA71000154 » | |             | Église Saint-Michel de Guerfand                                              |
| Église Saint-Maurice de Gueugnon                                             | Gueugnon                         |         | 46° 35′ 59″ nord, 4° 03′ 35″ est |                | |             | Église Saint-Maurice de Gueugnon                                             |
| Église Saint-Joseph de Génelard                                              | Génelard                         |         | 46° 34′ 57″ nord, 4° 14′ 04″ est |                | |             | Église Saint-Joseph de Génelard                                              |
| Église Saint-Georges d'Huilly-sur-Seille                                     | Huilly-sur-Seille                |         | 46° 35′ 27″ nord, 5° 03′ 08″ est |                | |             | Église Saint-Georges d'Huilly-sur-Seille                                     |
| Église Sainte-Marie d'Hurigny                                                | Hurigny                          |         | 46° 20′ 56″ nord, 4° 47′ 48″ est |                | |             | Église Sainte-Marie d'Hurigny                                                |
| Église Saint-Symphorien d'Igornay                                            | Igornay                          |         | 47° 02′ 50″ nord, 4° 22′ 19″ est |                | |             | Image manquante Téléverser                                                   |
| Église Saint-Marcel d'Iguerande                                              | Iguerande                        |         | 46° 12′ 33″ nord, 4° 04′ 40″ est | « PA00113297 » | Classé MH | 1913        | Église Saint-Marcel d'Iguerande                                              |
| Église Saint-Germain d'Igé                                                   | Igé                              |         | 46° 23′ 53″ nord, 4° 44′ 32″ est | « PA00113555 » | Inscrit MH | 1991        | Église Saint-Germain d'Igé                                                   |
| Église Saint-Jacques-le-Majeur d'Issy-l'Évêque                               | Issy-l'Évêque                    |         | 46° 42′ 27″ nord, 3° 58′ 25″ est | « PA00113298 » | Classé MH | 1912        | Église Saint-Jacques-le-Majeur d'Issy-l'Évêque                               |
| Église Saint-Valentin de Jalogny                                             | Jalogny                          |         | 46° 25′ 06″ nord, 4° 37′ 57″ est | « PA00113299 » | Inscrit MH | 1929        | Église Saint-Valentin de Jalogny                                             |
| Église Saint-Jean-l'Évangéliste de Vaux                                      | Jalogny                          |         | 46° 24′ 08″ nord, 4° 37′ 35″ est |                | |             | Église Saint-Jean-l'Évangéliste de Vaux                                      |
| Église Saint-Bénigne de Jambles                                              | Jambles                          |         | 46° 46′ 21″ nord, 4° 41′ 48″ est | « PA00113301 » | Classé MH | 1943        | Église Saint-Bénigne de Jambles                                              |
| Église Saint-Didier de Joncy                                                 | Joncy                            |         | 46° 36′ 46″ nord, 4° 33′ 28″ est |                | |             | Image manquante Téléverser                                                   |
| Église Saint-Didier de Joudes                                                | Joudes                           |         | 46° 28′ 02″ nord, 5° 21′ 30″ est |                | |             | Église Saint-Didier de Joudes                                                |
| Église Saint-Maurice de Jouvençon                                            | Jouvençon                        |         | 46° 34′ 30″ nord, 5° 03′ 12″ est |                | |             | Église Saint-Maurice de Jouvençon                                            |
| Église du Vieux-Jouvençon                                                    | Jouvençon                        |         | 46° 34′ 46″ nord, 5° 03′ 36″ est | « IA71002548 » | |             | Image manquante Téléverser                                                   |
| Église Saint-Germain de Jugy                                                 | Jugy                             |         | 46° 36′ 20″ nord, 4° 51′ 52″ est |                | |             | Église Saint-Germain de Jugy                                                 |
| Ancienne église Saint-Germain de Saint-Germain-des-Buis                      | Jugy                             |         | 46° 36′ 24″ nord, 4° 50′ 37″ est |                | |             | Image manquante Téléverser                                                   |
| Église Saint-Barthélemy de Juif                                              | Juif                             |         | 46° 40′ 52″ nord, 5° 09′ 37″ est |                | |             | Église Saint-Barthélemy de Juif                                              |
| Église Saint-Maurice de Jully-lès-Buxy                                       | Jully-lès-Buxy                   |         | 46° 41′ 22″ nord, 4° 41′ 52″ est |                | |             | Église Saint-Maurice de Jully-lès-Buxy                                       |
| Église Saint-Martin de L'Abergement-Sainte-Colombe                           | L'Abergement-Sainte-Colombe      |         | 46° 45′ 11″ nord, 5° 00′ 24″ est |                | |             | Église Saint-Martin de L'Abergement-Sainte-Colombe                           |
| Église Saint-Christophe de L'Abergement-de-Cuisery                           | L'Abergement-de-Cuisery          |         | 46° 34′ 27″ nord, 4° 57′ 30″ est |                | |             | Église Saint-Christophe de L'Abergement-de-Cuisery                           |
| Église Saint-Sylvestre de L'Hôpital-le-Mercier                               | L'Hôpital-le-Mercier             |         | 46° 23′ 30″ nord, 4° 00′ 57″ est |                | |             | Église Saint-Sylvestre de L'Hôpital-le-Mercier                               |
| Église Sainte-Madeleine de La Boulaye                                        | La Boulaye                       |         | 46° 44′ 50″ nord, 4° 07′ 39″ est |                | |             | Église Sainte-Madeleine de La Boulaye                                        |
| Église Saint-Agnan de La Celle-en-Morvan                                     | La Celle-en-Morvan               |         | 47° 00′ 42″ nord, 4° 10′ 13″ est |                | |             | Église Saint-Agnan de La Celle-en-Morvan                                     |
| Église de l'Assomption de La Chapelle-Naude                                  | La Chapelle-Naude                |         | 46° 35′ 53″ nord, 5° 11′ 39″ est |                | |             | Église de l'Assomption de La Chapelle-Naude                                  |
| Église de la Trinité de La Chapelle-Saint-Sauveur                            | La Chapelle-Saint-Sauveur        |         | 46° 50′ 38″ nord, 5° 16′ 11″ est |                | |             | Église de la Trinité de La Chapelle-Saint-Sauveur                            |
| Église Sainte-Thècle de La Chapelle-Thècle                                   | La Chapelle-Thècle               |         | 46° 33′ 23″ nord, 5° 06′ 53″ est |                | |             | Église Sainte-Thècle de La Chapelle-Thècle                                   |
| Église Saint-Maurice de La Chapelle-au-Mans                                  | La Chapelle-au-Mans              |         | 46° 37′ 33″ nord, 3° 58′ 18″ est |                | |             | Image manquante Téléverser                                                   |
| Église de l'Assomption de La Chapelle-de-Bragny                              | La Chapelle-de-Bragny            |         | 46° 38′ 01″ nord, 4° 46′ 02″ est |                | |             | Église de l'Assomption de La Chapelle-de-Bragny                              |
| Église Notre-Dame-du-Mont-Carmel de La Chapelle-de-Guinchay                  | La Chapelle-de-Guinchay          |         | 46° 12′ 39″ nord, 4° 45′ 22″ est |                | |             | Église Notre-Dame-du-Mont-Carmel de La Chapelle-de-Guinchay                  |
| Église Saint-Vincent de La Chapelle-du-Mont-de-France                        | La Chapelle-du-Mont-de-France    |         | 46° 22′ 54″ nord, 4° 32′ 08″ est |                | |             | Église Saint-Vincent de La Chapelle-du-Mont-de-France                        |
| Église Notre-Dame de La Chapelle-sous-Brancion                               | La Chapelle-sous-Brancion        |         | 46° 33′ 04″ nord, 4° 47′ 32″ est | « PA00113192 » | Inscrit MH L'abside, le choeur, le clocher, la quatrième travée de la nef, les chapelles latérales et le portail ouest     | 1948        | Église Notre-Dame de La Chapelle-sous-Brancion                               |
| Église Notre-Dame-de-l'Assomption de La Chapelle-sous-Dun                    | La Chapelle-sous-Dun             |         | 46° 15′ 28″ nord, 4° 17′ 41″ est |                | |             | Église Notre-Dame-de-l'Assomption de La Chapelle-sous-Dun                    |
| Église Saint-Nazaire-et-Saint-Celse de La Chapelle-sous-Uchon                | La Chapelle-sous-Uchon           |         | 46° 50′ 09″ nord, 4° 13′ 54″ est |                | |             | Église Saint-Nazaire-et-Saint-Celse de La Chapelle-sous-Uchon                |
| Église Saint-Odilon de La Charmée                                            | La Charmée                       |         | 46° 43′ 13″ nord, 4° 47′ 37″ est |                | |             | Église Saint-Odilon de La Charmée                                            |
| Église de la Conversion-de-Saint-Paul de La Chaux                            | La Chaux                         |         | 46° 49′ 40″ nord, 5° 15′ 41″ est |                | |             | Église de la Conversion-de-Saint-Paul de La Chaux                            |
| Église de l'Assomption-de-Notre-Dame de La Clayette                          | La Clayette                      |         | 46° 17′ 25″ nord, 4° 18′ 16″ est |                | |             | Église de l'Assomption-de-Notre-Dame de La Clayette                          |
| Église de l'Assomption de La Comelle                                         | La Comelle                       |         | 46° 52′ 42″ nord, 4° 06′ 41″ est |                | |             | Église de l'Assomption de La Comelle                                         |
| Église de la Conversion-de-Saint-Paul de La Frette                           | La Frette                        |         | 46° 38′ 19″ nord, 5° 02′ 52″ est | « PA00113281 » | Classé MH | 1912        | Église de la Conversion-de-Saint-Paul de La Frette                           |
| Église Notre-Dame de La Genête                                               | La Genête                        |         | 46° 33′ 02″ nord, 5° 02′ 40″ est |                | |             | Église Notre-Dame de La Genête                                               |
| Église Saint-Martin de La Grande-Verrière                                    | La Grande-Verrière               |         | 46° 57′ 53″ nord, 4° 08′ 31″ est |                | |             | Église Saint-Martin de La Grande-Verrière                                    |
| Église de l'ancien couvent des Minimes de La Guiche                          | La Guiche                        |         | 46° 32′ 39″ nord, 4° 27′ 05″ est |                | |             | Église de l'ancien couvent des Minimes de La Guiche                          |
| Église Notre-Dame-de-l'Assomption de La Loyère                               | La Loyère                        |         | 46° 50′ 40″ nord, 4° 49′ 25″ est | « IA71002200 » | |             | Image manquante Téléverser                                                   |
| Église Saint-Saturnin de La Motte-Saint-Jean                                 | La Motte-Saint-Jean              |         | 46° 29′ 43″ nord, 3° 57′ 48″ est |                | |             | Église Saint-Saturnin de La Motte-Saint-Jean                                 |
| Église de l'Assomption de La Petite-Verrière                                 | La Petite-Verrière               |         | 47° 02′ 51″ nord, 4° 09′ 38″ est |                | |             | Église de l'Assomption de La Petite-Verrière                                 |
| Église Saint-Jean-Baptiste de La Racineuse                                   | La Racineuse                     |         | 46° 49′ 59″ nord, 5° 09′ 28″ est |                | |             | Église Saint-Jean-Baptiste de La Racineuse                                   |
| Église Saint-Saturnin de La Roche-Vineuse                                    | La Roche-Vineuse                 |         | 46° 20′ 39″ nord, 4° 43′ 50″ est |                | |             | Église Saint-Saturnin de La Roche-Vineuse                                    |
| Église Notre-Dame-de-l'Assomption de La Salle                                | La Salle                         |         | 46° 24′ 25″ nord, 4° 52′ 09″ est |                | |             | Église Notre-Dame-de-l'Assomption de La Salle                                |
| Église Saint-André de La Tagnière                                            | La Tagnière                      |         | 46° 47′ 21″ nord, 4° 13′ 00″ est |                | |             | Église Saint-André de La Tagnière                                            |
| Église Saint-Roch de La Truchère                                             | La Truchère                      |         | 46° 31′ 01″ nord, 4° 56′ 57″ est |                | |             | Église Saint-Roch de La Truchère                                             |
| Église Notre-Dame de La Vineuse                                              | La Vineuse sur Fregande          |         | 46° 28′ 19″ nord, 4° 35′ 49″ est | « PA00113529 » | Inscrit MH Le clocher | 1927        | Église Notre-Dame de La Vineuse                                              |
| Église Saint-Blaise de Vitry-lès-Cluny                                       | La Vineuse sur Fregande          |         | 46° 29′ 26″ nord, 4° 35′ 12″ est |                | |             | Église Saint-Blaise de Vitry-lès-Cluny                                       |
| Église Sainte-Cécile de Lacrost                                              | Lacrost                          |         | 46° 33′ 28″ nord, 4° 55′ 52″ est |                | |             | Église Sainte-Cécile de Lacrost                                              |
| Église Saint-Thibault de Laives                                              | Laives                           |         | 46° 38′ 41″ nord, 4° 50′ 48″ est | « PA00125329 » | Inscrit MH | 1993        | Église Saint-Thibault de Laives                                              |
| Église Saint-Martin de Laives                                                | Laives                           |         | 46° 38′ 20″ nord, 4° 51′ 15″ est | « PA00113305 » | Classé MH | 1905        | Église Saint-Martin de Laives                                                |
| Église Saint-Julien de Laizy                                                 | Laizy                            |         | 46° 54′ 27″ nord, 4° 12′ 00″ est |                | |             | Église Saint-Julien de Laizy                                                 |
| Église Saint-Antoine de Laizé                                                | Laizé                            |         | 46° 23′ 41″ nord, 4° 48′ 19″ est | « PA00113308 » | Inscrit MH | 1926        | Église Saint-Antoine de Laizé                                                |
| Église Sainte-Madeleine de Lalheue                                           | Lalheue                          |         | 46° 38′ 52″ nord, 4° 47′ 36″ est |                | |             | Église Sainte-Madeleine de Lalheue                                           |
| Église Saint-Pierre de Lays-sur-le-Doubs                                     | Lays-sur-le-Doubs                |         | 46° 55′ 15″ nord, 5° 14′ 39″ est |                | |             | Église Saint-Pierre de Lays-sur-le-Doubs                                     |
| Église Saint-Étienne du Breuil                                               | Le Breuil                        |         | 46° 47′ 42″ nord, 4° 29′ 01″ est |                | |             | Église Saint-Étienne du Breuil                                               |
| Église Saint-Henri du Creusot                                                | Le Creusot                       |         | 46° 47′ 48″ nord, 4° 25′ 19″ est | « IA71000198 » | |             | Église Saint-Henri du Creusot                                                |
| Église Saint-Charles du Creusot                                              | Le Creusot                       |         | 46° 48′ 20″ nord, 4° 26′ 12″ est | « IA71000196 » | |             | Église Saint-Charles du Creusot                                              |
| Église Saint-Eugène du Creusot                                               | Le Creusot                       |         | 46° 48′ 06″ nord, 4° 26′ 50″ est | « IA71000197 » | |             | Image manquante Téléverser                                                   |
| Église Saint-Laurent du Creusot                                              | Le Creusot                       |         | 46° 48′ 21″ nord, 4° 25′ 19″ est | « IA71000195 » | |             | Église Saint-Laurent du Creusot                                              |
| Église Saint-Christophe du Fay                                               | Le Fay                           |         | 46° 40′ 05″ nord, 5° 19′ 37″ est | « IA71000195 » | |             | Église Saint-Christophe du Fay                                               |
| Église de l'Assomption de l'ancienne abbaye Notre-Dame-du-Miroir du Miroir   | Le Miroir                        |         | 46° 31′ 42″ nord, 5° 19′ 33″ est |                | |             | Église de l'Assomption de l'ancienne abbaye Notre-Dame-du-Miroir du Miroir   |
| Église Saint-Christophe du Puley                                             | Le Puley                         |         | 46° 40′ 45″ nord, 4° 33′ 58″ est | « PA00113395 » | Classé MH | 1973        | Église Saint-Christophe du Puley                                             |
| Église Saint-Denis du Rousset                                                | Le Rousset-Marizy                |         | 46° 34′ 19″ nord, 4° 27′ 56″ est |                | |             | Image manquante Téléverser                                                   |
| Église Saint-Michel du Tartre                                                | Le Tartre                        |         | 46° 44′ 26″ nord, 5° 21′ 46″ est |                | |             | Église Saint-Michel du Tartre                                                |
| Prieuré du Villars                                                           | Le Villars                       |         | 46° 31′ 50″ nord, 4° 55′ 53″ est | « PA00113527 » | Classé MH | 1941        | Prieuré du Villars                                                           |
| Église de la Conversion-de-Saint-Paul des Bizots                             | Les Bizots                       |         | 46° 45′ 03″ nord, 4° 23′ 23″ est |                | |             | Église de la Conversion-de-Saint-Paul des Bizots                             |
| Église Saint-Pierre des Guerreaux                                            | Les Guerreaux                    |         | 46° 32′ 01″ nord, 3° 55′ 26″ est |                | |             | Église Saint-Pierre des Guerreaux                                            |
| Église Saints-Pierre-et-Paul de Lesme                                        | Lesme                            |         | 46° 39′ 07″ nord, 3° 42′ 50″ est |                | |             | Église Saints-Pierre-et-Paul de Lesme                                        |
| Église Notre-Dame-de-l'Assomption de Lessard-en-Bresse                       | Lessard-en-Bresse                |         | 46° 44′ 25″ nord, 5° 05′ 36″ est |                | |             | Église Notre-Dame-de-l'Assomption de Lessard-en-Bresse                       |
| Église Saint-Pancrace de Lessard-le-National                                 | Lessard-le-National              |         | 46° 44′ 29″ nord, 5° 05′ 35″ est |                | |             | Image manquante Téléverser                                                   |
| Église Notre-Dame-des-Vignes de Leynes                                       | Leynes                           |         | 46° 16′ 10″ nord, 4° 43′ 40″ est |                | |             | Église Notre-Dame-des-Vignes de Leynes                                       |
| Église Saint-Philippe-Saint-Jacques de Ligny-en-Brionnais                    | Ligny-en-Brionnais               |         | 46° 14′ 14″ nord, 4° 11′ 22″ est |                | |             | Église Saint-Philippe-Saint-Jacques de Ligny-en-Brionnais                    |
| Église Saint-Martin de Loisy                                                 | Loisy                            |         | 46° 34′ 53″ nord, 5° 01′ 45″ est |                | |             | Église Saint-Martin de Loisy                                                 |
| Église Saint-Étienne de Longepierre                                          | Longepierre                      |         | 46° 56′ 08″ nord, 5° 12′ 34″ est | « IA71000577 » | |             | Église Saint-Étienne de Longepierre                                          |
| Église Saint-Pierre de Louhans                                               | Louhans                          |         | 46° 37′ 43″ nord, 5° 13′ 19″ est |                | |             | Église Saint-Pierre de Louhans                                               |
| Église Saint-Laurent de Châteaurenaud                                        | Louhans                          |         | 46° 38′ 05″ nord, 5° 13′ 50″ est |                | |             | Église Saint-Laurent de Châteaurenaud                                        |
| Église de l'Assomption de Lournand                                           | Lournand                         |         | 46° 27′ 28″ nord, 4° 39′ 00″ est |                | |             | Église de l'Assomption de Lournand                                           |
| Église de la Nativité-de-la-Vierge-Marie de Morey                            | Lucenay-l'Évêque                 |         | 47° 04′ 58″ nord, 4° 15′ 06″ est | « PA00113316 » | Inscrit MH | 1987        | Église de la Nativité-de-la-Vierge-Marie de Morey                            |
| Église de la Nativité-de-la-Sainte-Vierge de Lucenay-l'Évêque                | Lucenay-l'Évêque                 |         | 47° 04′ 55″ nord, 4° 14′ 45″ est |                | |             | Église de la Nativité-de-la-Sainte-Vierge de Lucenay-l'Évêque                |
| Église Saint-Denis de Lugny                                                  | Lugny                            |         | 46° 28′ 20″ nord, 4° 48′ 28″ est |                | |             | Église Saint-Denis de Lugny                                                  |
| Église Saint-Martin de Lugny-lès-Charolles                                   | Lugny-lès-Charolles              |         | 46° 24′ 38″ nord, 4° 12′ 41″ est |                | |             | Église Saint-Martin de Lugny-lès-Charolles                                   |
| Église Saint-Odilon de Lux                                                   | Lux                              |         | 46° 45′ 12″ nord, 4° 51′ 07″ est |                | |             | Église Saint-Odilon de Lux                                                   |
| Église Saint-Laurent de Mailly                                               | Mailly                           |         | 46° 13′ 20″ nord, 4° 06′ 50″ est |                | |             | Église Saint-Laurent de Mailly                                               |
| Église Notre-Dame-de-la-Nativité de Malay                                    | Malay                            |         | 46° 33′ 57″ nord, 4° 40′ 46″ est | « PA00113336 » | Classé MH | 1931        | Église Notre-Dame-de-la-Nativité de Malay                                    |
| Église Saint-Martin d'Ougy                                                   | Malay                            |         | 46° 34′ 11″ nord, 4° 41′ 58″ est | « PA00113337 » | Classé MH | 1929        | Église Saint-Martin d'Ougy                                                   |
| Église Saint-Syagre de Maltat                                                | Maltat                           |         | 46° 40′ 50″ nord, 3° 49′ 11″ est |                | |             | Église Saint-Syagre de Maltat                                                |
| Église Saint-Georges de Mancey                                               | Mancey                           |         | 46° 34′ 34″ nord, 4° 49′ 56″ est |                | |             | Église Saint-Georges de Mancey                                               |
| Église Saint-Nicolas de Marcigny                                             | Marcigny                         |         | 46° 16′ 28″ nord, 4° 02′ 30″ est | « PA00113338 » | Inscrit MH La façade | 1926        | Église Saint-Nicolas de Marcigny                                             |
| Église Saint-Laurent de Marcilly-la-Gueurce                                  | Marcilly-la-Gueurce              |         | 46° 24′ 01″ nord, 4° 18′ 01″ est |                | |             | Image manquante Téléverser                                                   |
| Église Saint-Vincent de Marcilly-lès-Buxy                                    | Marcilly-lès-Buxy                |         | 46° 43′ 03″ nord, 4° 35′ 46″ est |                | |             | Église Saint-Vincent de Marcilly-lès-Buxy                                    |
| Église Saint-Symphorien de Marigny                                           | Marigny                          |         | 46° 40′ 46″ nord, 4° 27′ 34″ est |                | |             | Église Saint-Symphorien de Marigny                                           |
| Église Sainte-Marguerite-Marie de Marizy                                     | Marizy                           |         | 46° 33′ 58″ nord, 4° 24′ 31″ est |                | |             | Église Sainte-Marguerite-Marie de Marizy                                     |
| Église Saint-Symphorien de Marly-sous-Issy                                   | Marly-sous-Issy                  |         | 46° 43′ 17″ nord, 3° 55′ 42″ est |                | |             | Église Saint-Symphorien de Marly-sous-Issy                                   |
| Église Saint-Symphorien de Marly-sur-Arroux                                  | Marly-sur-Arroux                 |         | 46° 37′ 08″ nord, 4° 08′ 01″ est |                | |             | Église Saint-Symphorien de Marly-sur-Arroux                                  |
| Église Saint-Martin de Marmagne                                              | Marmagne                         |         | 46° 50′ 11″ nord, 4° 21′ 15″ est |                | |             | Église Saint-Martin de Marmagne                                              |
| Église Saint-Jean-Baptiste de Marnay                                         | Marnay                           |         | 46° 42′ 19″ nord, 4° 55′ 06″ est |                | |             | Image manquante Téléverser                                                   |
| Église Saint-Pierre de Brancion                                              | Martailly-lès-Brancion           |         | 46° 32′ 53″ nord, 4° 47′ 45″ est | « PA00113347 » | Classé MH | 1862        | Église Saint-Pierre de Brancion                                              |
| Église Saint-Pierre-et-Saint-Paul de Martailly-lès-Brancion                  | Martailly-lès-Brancion           |         | 46° 32′ 00″ nord, 4° 48′ 09″ est |                | |             | Église Saint-Pierre-et-Saint-Paul de Martailly-lès-Brancion                  |
| Église Sainte-Euphémie de Martigny-le-Comte                                  | Martigny-le-Comte                |         | 46° 31′ 44″ nord, 4° 20′ 02″ est | « PA00113349 » | Inscrit MH Le clocher | 1926        | Église Sainte-Euphémie de Martigny-le-Comte                                  |
| Église Saint-André de Mary                                                   | Mary                             |         | 46° 36′ 53″ nord, 4° 30′ 00″ est |                | |             | Image manquante Téléverser                                                   |
| Église Saint-Denis de Massilly                                               | Massilly                         |         | 46° 29′ 23″ nord, 4° 40′ 25″ est |                | |             | Église Saint-Denis de Massilly                                               |
| Église Saint-Denis de Massy                                                  | Massy                            |         | 46° 29′ 08″ nord, 4° 36′ 15″ est | « PA00113350 » | Classé MH | 1991        | Église Saint-Denis de Massy                                                  |
| Église Saint-Jean-Baptiste de Matour                                         | Matour                           |         | 46° 18′ 23″ nord, 4° 28′ 57″ est |                | |             | Église Saint-Jean-Baptiste de Matour                                         |
| Église Saint-Blaise de Mazille                                               | Mazille                          |         | 46° 23′ 49″ nord, 4° 36′ 19″ est | « PA00113351 » | Classé MH | 1913        | Église Saint-Blaise de Mazille                                               |
| Église Saint-Étienne de Melay                                                | Melay                            |         | 46° 12′ 49″ nord, 4° 00′ 56″ est |                | |             | Église Saint-Étienne de Melay                                                |
| Église Saint-Pierre de Mellecey                                              | Mellecey                         |         | 46° 48′ 37″ nord, 4° 43′ 46″ est | « PA00113355 » | Inscrit MH | 1941        | Église Saint-Pierre de Mellecey                                              |
| Église de l'Assomption de Mercurey                                           | Mercurey                         |         | 46° 50′ 23″ nord, 4° 43′ 10″ est | « PA00113358 » | Inscrit MH | 1941        | Église de l'Assomption de Mercurey                                           |
| Église Saint-Symphorien de Touches                                           | Mercurey                         |         | 46° 49′ 46″ nord, 4° 42′ 55″ est | « PA00113359 » | Classé MH | 1913        | Église Saint-Symphorien de Touches                                           |
| Église Saint-Maurice de Mervans                                              | Mervans                          |         | 46° 47′ 51″ nord, 5° 11′ 09″ est |                | |             | Église Saint-Maurice de Mervans                                              |
| Église Saint-Georges de Messey-sur-Grosne                                    | Messey-sur-Grosne                |         | 46° 38′ 33″ nord, 4° 44′ 35″ est |                | |             | Image manquante Téléverser                                                   |
| Église de l'Assomption de Mesvres                                            | Mesvres                          |         | 46° 51′ 42″ nord, 4° 14′ 36″ est |                | |             | Église de l'Assomption de Mesvres                                            |
| Église Saint-Jacques-le-Majeur de Milly-Lamartine                            | Milly-Lamartine                  |         | 46° 20′ 56″ nord, 4° 41′ 54″ est | « PA00113363 » | Classé MH | 1929        | Église Saint-Jacques-le-Majeur de Milly-Lamartine                            |
| Église Saint-Jean de Mont                                                    | Mont                             |         | 46° 37′ 35″ nord, 3° 49′ 44″ est |                | |             | Église Saint-Jean de Mont                                                    |
| Église Saint-Vincent de Mont-Saint-Vincent                                   | Mont-Saint-Vincent               |         | 46° 37′ 56″ nord, 4° 28′ 49″ est | « PA00113365 » | Classé MH | 1913        | Église Saint-Vincent de Mont-Saint-Vincent                                   |
| Église Saint-Martin de Mont-lès-Seurre                                       | Mont-lès-Seurre                  |         | 46° 56′ 40″ nord, 5° 07′ 13″ est | « IA71000475 » | |             | Église Saint-Martin de Mont-lès-Seurre                                       |
| Église Saint-Germain-et-Saint-Vincent de Montagny-lès-Buxy                   | Montagny-lès-Buxy                |         | 46° 42′ 26″ nord, 4° 40′ 11″ est |                | |             | Image manquante Téléverser                                                   |
| Église Saint-Étienne de Montagny-près-Louhans                                | Montagny-près-Louhans            |         | 46° 39′ 31″ nord, 5° 16′ 08″ est |                | |             | Église Saint-Étienne de Montagny-près-Louhans                                |
| Église Saint-Fiacre de Montagny-sur-Grosne                                   | Montagny-sur-Grosne              |         | 46° 21′ 19″ nord, 4° 32′ 59″ est |                | |             | Église Saint-Fiacre de Montagny-sur-Grosne                                   |
| Église Saint-Didier de Montbellet                                            | Montbellet                       |         | 46° 28′ 33″ nord, 4° 52′ 27″ est |                | |             | Église Saint-Didier de Montbellet                                            |
| Église Notre-Dame de Belle Vue                                               | Montceau-les-Mines               |         | 46° 40′ 00″ nord, 4° 22′ 37″ est | « IA71000068 » | |             | Image manquante Téléverser                                                   |
| Église Notre-Dame de Montceau-les-Mines                                      | Montceau-les-Mines               |         | 46° 40′ 31″ nord, 4° 21′ 54″ est | « IA71000072 » | |             | Église Notre-Dame de Montceau-les-Mines                                      |
| Église du Magny                                                              | Montceau-les-Mines               |         | 46° 40′ 01″ nord, 4° 19′ 49″ est |                | |             | Image manquante Téléverser                                                   |
| Église Saint-Joseph de la Saule                                              | Montceau-les-Mines               |         | 46° 39′ 20″ nord, 4° 20′ 58″ est |                | |             | Image manquante Téléverser                                                   |
| Église Saint-Isidore de Montceaux-Ragny                                      | Montceaux-Ragny                  |         | 46° 37′ 14″ nord, 4° 50′ 37″ est |                | |             | Église Saint-Isidore de Montceaux-Ragny                                      |
| Église Saint-Pierre-Saint-Paul de Montceaux-l'Étoile                         | Montceaux-l'Étoile               |         | 46° 21′ 05″ nord, 4° 02′ 42″ est | « PA00113367 » | Classé MH | 1893        | Église Saint-Pierre-Saint-Paul de Montceaux-l'Étoile                         |
| Église de l'Assomption de Montcenis                                          | Montcenis                        |         | 46° 47′ 17″ nord, 4° 23′ 17″ est | « PA00113368 » | Inscrit MH | 2003        | Église de l'Assomption de Montcenis                                          |
| Église Saint-Vincent-de-Paul de Montchanin                                   | Montchanin                       |         | 46° 45′ 01″ nord, 4° 28′ 02″ est | « IA71000102 » | |             | Église Saint-Vincent-de-Paul de Montchanin                                   |
| Église Saint-Bernard de Montcony                                             | Montcony                         |         | 46° 41′ 56″ nord, 5° 17′ 36″ est |                | |             | Église Saint-Bernard de Montcony                                             |
| Église Saint-Pierre de Montcoy                                               | Montcoy                          |         | 46° 48′ 01″ nord, 4° 59′ 53″ est | « IA71000155 » | |             | Église Saint-Pierre de Montcoy                                               |
| Église Sainte-Jeanne-de-Chantal de Monthelon                                 | Monthelon                        |         | 46° 57′ 27″ nord, 4° 13′ 27″ est |                | |             | Église Sainte-Jeanne-de-Chantal de Monthelon                                 |
| Église Saint-Pierre de Montjay                                               | Montjay                          |         | 46° 48′ 24″ nord, 5° 18′ 38″ est |                | |             | Église Saint-Pierre de Montjay                                               |
| Église Saint-Barthélemy de Montmelard                                        | Montmelard                       |         | 46° 19′ 57″ nord, 4° 24′ 35″ est |                | |             | Église Saint-Barthélemy de Montmelard                                        |
| Église Saint-Bonnet de Montmort                                              | Montmort                         |         | 46° 44′ 15″ nord, 4° 05′ 21″ est |                | |             | Image manquante Téléverser                                                   |
| Église de la Nativité-de-la-Sainte-Vierge de Montpont-en-Bresse              | Montpont-en-Bresse               |         | 46° 33′ 17″ nord, 5° 09′ 53″ est |                | |             | Église de la Nativité-de-la-Sainte-Vierge de Montpont-en-Bresse              |
| Église Saint-Loup de Montret                                                 | Montret                          |         | 46° 40′ 41″ nord, 5° 06′ 34″ est |                | |             | Église Saint-Loup de Montret                                                 |
| Église de l'Assomption de Morey                                              | Morey                            |         | 46° 48′ 01″ nord, 4° 35′ 58″ est |                | |             | Église de l'Assomption de Morey                                              |
| Église Notre-Dame-de-Lorette de Morlet                                       | Morlet                           |         | 46° 57′ 56″ nord, 4° 30′ 36″ est |                | |             | Image manquante Téléverser                                                   |
| Église Sainte-Thérèse-de-l'Enfant-Jésus de Mornay                            | Mornay                           |         | 46° 30′ 21″ nord, 4° 22′ 45″ est |                | |             | Église Sainte-Thérèse-de-l'Enfant-Jésus de Mornay                            |
| Église Saint-Vincent de Moroges                                              | Moroges                          |         | 46° 45′ 04″ nord, 4° 40′ 46″ est |                | |             | Église Saint-Vincent de Moroges                                              |
| Église Saint-Vite de Mouthier-en-Bresse                                      | Mouthier-en-Bresse               |         | 46° 51′ 34″ nord, 5° 23′ 18″ est |                | |             | Église Saint-Vite de Mouthier-en-Bresse                                      |
| Église Saint-Austrégésile de Mussy-sous-Dun                                  | Mussy-sous-Dun                   |         | 46° 14′ 02″ nord, 4° 19′ 51″ est |                | |             | Image manquante Téléverser                                                   |
| Cathédrale Vieux-Saint-Vincent de Mâcon                                      | Mâcon                            |         | 46° 18′ 23″ nord, 4° 50′ 05″ est | « PA00113319 » | Classé MH Tours, y compris les parois décorées de peintures murales                                                        | 1862        | Cathédrale Vieux-Saint-Vincent de Mâcon                                      |
| Église Saint-Clément de Mâcon                                                | Mâcon                            |         | 46° 17′ 51″ nord, 4° 49′ 16″ est | « PA00125330 » | Inscrit MH | 1993        | Église Saint-Clément de Mâcon                                                |
| Église cathédrale Saint-Vincent de Mâcon                                     | Mâcon                            |         | 46° 18′ 26″ nord, 4° 49′ 52″ est | « PA00113557 » | Classé MH | 1994        | Église cathédrale Saint-Vincent de Mâcon                                     |
| Église Saint-Pierre de Mâcon                                                 | Mâcon                            |         | 46° 18′ 14″ nord, 4° 49′ 54″ est |                | |             | Église Saint-Pierre de Mâcon                                                 |
| Église Saint-Jean-l'Évangéliste de Loché                                     | Mâcon                            |         | 46° 16′ 40″ nord, 4° 46′ 00″ est | « PA00113310 » | Inscrit MH | 1926        | Église Saint-Jean-l'Évangéliste de Loché                                     |
| Église Notre-Dame-de-la-Paix de Mâcon                                        | Mâcon                            |         | 46° 18′ 55″ nord, 4° 50′ 17″ est |                | |             | Église Notre-Dame-de-la-Paix de Mâcon                                        |
| Église Saint-Didier de Sennecé-les-Mâcon                                     | Mâcon                            |         | 46° 21′ 29″ nord, 4° 49′ 59″ est |                | |             | Église Saint-Didier de Sennecé-les-Mâcon                                     |
| Église Sainte-Eulalie de Flacé-lès-Mâcon                                     | Mâcon                            |         | 46° 19′ 15″ nord, 4° 49′ 07″ est |                | |             | Église Sainte-Eulalie de Flacé-lès-Mâcon                                     |
| Église de l'hospice départemental de Mâcon                                   | Mâcon                            |         | 46° 18′ 40″ nord, 4° 49′ 47″ est |                | |             | Église de l'hospice départemental de Mâcon                                   |
| Nouvelle église Saint-Clément de Mâcon                                       | Mâcon                            |         | 46° 17′ 54″ nord, 4° 49′ 24″ est |                | |             | Image manquante Téléverser                                                   |
| Église Saint-Pierre-Hors-les-Murs de Mâcon                                   | Mâcon                            |         | à géolocaliser                   |                | |             | Église Saint-Pierre-Hors-les-Murs de Mâcon                                   |
| Église Saint-Pierre de Ménetreuil                                            | Ménetreuil                       |         | 46° 34′ 59″ nord, 5° 06′ 40″ est |                | |             | Église Saint-Pierre de Ménetreuil                                            |
| Église Saint-Laurent de Nanton                                               | Nanton                           |         | 46° 37′ 17″ nord, 4° 48′ 38″ est |                | |             | Église Saint-Laurent de Nanton                                               |
| Église de l'Assomption de Navilly                                            | Navilly                          |         | 46° 56′ 10″ nord, 5° 08′ 47″ est | « IA71000581 » | |             | Église de l'Assomption de Navilly                                            |
| Église Saint-Germain de Neuvy-Grandchamp                                     | Neuvy-Grandchamp                 |         | 46° 35′ 24″ nord, 3° 56′ 06″ est |                | |             | Église Saint-Germain de Neuvy-Grandchamp                                     |
| Église de Nochize                                                            | Nochize                          |         | 46° 23′ 41″ nord, 4° 10′ 25″ est |                | |             | Image manquante Téléverser                                                   |
| Église Saint-Martin d'Ormes                                                  | Ormes                            |         | 46° 37′ 56″ nord, 4° 57′ 42″ est |                | |             | Église Saint-Martin d'Ormes                                                  |
| Église Saint-Martin d'Oudry                                                  | Oudry                            |         | 46° 34′ 32″ nord, 4° 09′ 26″ est |                | |             | Église Saint-Martin d'Oudry                                                  |
| Église Saint-Pierre d'Ouroux-sous-le-Bois-Sainte-Marie                       | Ouroux-sous-le-Bois-Sainte-Marie |         | 46° 21′ 33″ nord, 4° 18′ 36″ est |                | |             | Église Saint-Pierre d'Ouroux-sous-le-Bois-Sainte-Marie                       |
| Église Notre-Dame-de-l'Assomption d'Ouroux-sur-Saône                         | Ouroux-sur-Saône                 |         | 46° 43′ 17″ nord, 4° 57′ 15″ est |                | |             | Église Notre-Dame-de-l'Assomption d'Ouroux-sur-Saône                         |
| Église Saint-Jean-Baptiste d'Oyé                                             | Oyé                              |         | 46° 19′ 27″ nord, 4° 11′ 27″ est |                | |             | Église Saint-Jean-Baptiste d'Oyé                                             |
| Église Saint-Gervais-et-Saint-Protais d'Ozenay                               | Ozenay                           |         | 46° 32′ 36″ nord, 4° 50′ 57″ est | « PA00113379 » | Classé MH | 1931        | Église Saint-Gervais-et-Saint-Protais d'Ozenay                               |
| Église du Martyre-de-Saint-Jean-Baptiste d'Ozolles                           | Ozolles                          |         | 46° 22′ 55″ nord, 4° 21′ 02″ est |                | |             | Image manquante Téléverser                                                   |
| Église de l'Assomption de Palinges                                           | Palinges                         |         | 46° 33′ 13″ nord, 4° 13′ 08″ est | « PA00113381 » | Inscrit MH Abside ; absidioles ; transept avec le clocher                                                                  | 1976        | Église de l'Assomption de Palinges                                           |
| Église Saint-Pierre-aux-Liens de Palleau                                     | Palleau                          |         | 46° 57′ 25″ nord, 5° 01′ 43″ est | « IA71000345 » | |             | Église Saint-Pierre-aux-Liens de Palleau                                     |
| Basilique du Sacré-Cœur de Paray-le-Monial                                   | Paray-le-Monial                  |         | 46° 26′ 59″ nord, 4° 07′ 18″ est | « PA00113382 » | Classé MH | 1846        | Basilique du Sacré-Cœur de Paray-le-Monial                                   |
| Église Saint-Nicolas de Paray-le-Monial                                      | Paray-le-Monial                  |         | 46° 27′ 08″ nord, 4° 07′ 14″ est | « PA00113383 » | Inscrit MH | 1950        | Église Saint-Nicolas de Paray-le-Monial                                      |
| Église Sainte-Marguerite-Marie de Paray-le-Monial                            | Paray-le-Monial                  |         | 46° 26′ 44″ nord, 4° 06′ 22″ est |                | |             | Image manquante Téléverser                                                   |
| Église Saint-François-de-Sales de Paray-le-Monial                            | Paray-le-Monial                  |         | 46° 27′ 14″ nord, 4° 07′ 16″ est |                | |             | Image manquante Téléverser                                                   |
| Église Saint-Marc de Paris-l'Hôpital                                         | Paris-l'Hôpital                  |         | 46° 54′ 56″ nord, 4° 37′ 57″ est |                | |             | Église Saint-Marc de Paris-l'Hôpital                                         |
| Église Saint-Roch de Passy                                                   | Passy                            |         | 46° 32′ 26″ nord, 4° 32′ 06″ est |                | |             | Église Saint-Roch de Passy                                                   |
| Église Saint-Pierre-et-Saint-Benoît de Perrecy-les-Forges                    | Perrecy-les-Forges               |         | 46° 36′ 45″ nord, 4° 12′ 54″ est | « PA00113388 » | Classé MH | 1862        | Église Saint-Pierre-et-Saint-Benoît de Perrecy-les-Forges                    |
| Église Notre-Dame-de-Toutes-Grâces de Rozelay                                | Perrecy-les-Forges               |         | 46° 37′ 28″ nord, 4° 16′ 30″ est |                | |             | Image manquante Téléverser                                                   |
| Église Notre-Dame-de-l'Assomption de Perreuil                                | Perreuil                         |         | 46° 49′ 10″ nord, 4° 34′ 06″ est |                | |             | Image manquante Téléverser                                                   |
| Église de l'Assomption de Perrigny-sur-Loire                                 | Perrigny-sur-Loire               |         | 46° 32′ 20″ nord, 3° 50′ 18″ est |                | |             | Image manquante Téléverser                                                   |
| Église Saint-Marcel de Pierre-de-Bresse                                      | Pierre-de-Bresse                 |         | 46° 53′ 12″ nord, 5° 15′ 29″ est | « PA00113391 » | Inscrit MH La tour du clocher (la flèche non comprise)                                                                     | 1950        | Église Saint-Marcel de Pierre-de-Bresse                                      |
| Église Saint-Martin de Pierreclos                                            | Pierreclos                       |         | 46° 20′ 02″ nord, 4° 41′ 15″ est |                | |             | Église Saint-Martin de Pierreclos                                            |
| Église Saint-Barthélemy de Plottes                                           | Plottes                          |         | 46° 31′ 47″ nord, 4° 52′ 19″ est |                | |             | Église Saint-Barthélemy de Plottes                                           |
| Église Saint-Jean-Baptiste de Poisson                                        | Poisson                          |         | 46° 23′ 06″ nord, 4° 07′ 44″ est |                | |             | Église Saint-Jean-Baptiste de Poisson                                        |
| Église Saint-Laurent de Pontoux                                              | Pontoux                          |         | 46° 55′ 37″ nord, 5° 06′ 34″ est | « IA71000590 » | |             | Image manquante Téléverser                                                   |
| Église Sainte-Madeleine de Pouilloux                                         | Pouilloux                        |         | 46° 36′ 25″ nord, 4° 21′ 37″ est |                | |             | Église Sainte-Madeleine de Pouilloux                                         |
| Église Saint-Jean-Baptiste de Pourlans                                       | Pourlans                         |         | 46° 57′ 21″ nord, 5° 14′ 28″ est |                | |             | Église Saint-Jean-Baptiste de Pourlans                                       |
| Église Saint-Pierre de Pressy-sous-Dondin                                    | Pressy-sous-Dondin               |         | 46° 28′ 28″ nord, 4° 30′ 38″ est |                | |             | Église Saint-Pierre de Pressy-sous-Dondin                                    |
| Église Saint-Martin de Prissé                                                | Prissé                           |         | 46° 19′ 15″ nord, 4° 44′ 40″ est |                | |             | Église Saint-Martin de Prissé                                                |
| Église Saint-André de Prizy                                                  | Prizy                            |         | 46° 21′ 21″ nord, 4° 13′ 17″ est |                | |             | Église Saint-André de Prizy                                                  |
| Église Saint-Pierre de Pruzilly                                              | Pruzilly                         |         | 46° 15′ 25″ nord, 4° 41′ 49″ est |                | |             | Église Saint-Pierre de Pruzilly                                              |
| Église Notre-Dame de Préty                                                   | Préty                            |         | 46° 32′ 35″ nord, 4° 56′ 24″ est | « PA00113393 » | Inscrit MH | 1935        | Église Notre-Dame de Préty                                                   |
| Église Sainte-Madeleine de Péronne                                           | Péronne                          |         | 46° 26′ 17″ nord, 4° 48′ 38″ est | « PA00113387 » | Inscrit MH | 2018        | Église Sainte-Madeleine de Péronne                                           |
| Église Saint-Just de Rancy                                                   | Rancy                            |         | 46° 36′ 16″ nord, 5° 04′ 56″ est |                | |             | Église Saint-Just de Rancy                                                   |
| Église Notre-Dame-de-l'Assomption de Ratenelle                               | Ratenelle                        |         | 46° 31′ 36″ nord, 5° 01′ 07″ est |                | |             | Église Notre-Dame-de-l'Assomption de Ratenelle                               |
| Église Notre-Dame-de-l'Assomption de Ratte                                   | Ratte                            |         | 46° 38′ 38″ nord, 5° 18′ 07″ est |                | |             | Église Notre-Dame-de-l'Assomption de Ratte                                   |
| Église de l'Assomption de Reclesne                                           | Reclesne                         |         | 47° 02′ 26″ nord, 4° 16′ 14″ est |                | |             | Église de l'Assomption de Reclesne                                           |
| Église Saint-Antoine de Remigny                                              | Remigny                          |         | 46° 54′ 26″ nord, 4° 43′ 20″ est | « IA71002142 » | |             | Église Saint-Antoine de Remigny                                              |
| Église Saint-Didier de Rigny-sur-Arroux                                      | Rigny-sur-Arroux                 |         | 46° 32′ 00″ nord, 4° 01′ 44″ est | « PA00113396 » | Inscrit MH Le clocher | 1927        | Église Saint-Didier de Rigny-sur-Arroux                                      |
| Église Saint-Pierre de Romanèche-Thorins                                     | Romanèche-Thorins                |         | 46° 11′ 23″ nord, 4° 44′ 10″ est |                | |             | Église Saint-Pierre de Romanèche-Thorins                                     |
| Église Saint-Martin de Romenay                                               | Romenay                          |         | 46° 30′ 10″ nord, 5° 04′ 05″ est |                | |             | Église Saint-Martin de Romenay                                               |
| Église Saint-Pierre de Rosey                                                 | Rosey                            |         | 46° 44′ 52″ nord, 4° 42′ 28″ est | « PA00113405 » | Inscrit MH | 1942        | Église Saint-Pierre de Rosey                                                 |
| Église Saint-Jean-Baptiste de Roussillon-en-Morvan                           | Roussillon-en-Morvan             |         | 47° 01′ 35″ nord, 4° 07′ 14″ est |                | |             | Église Saint-Jean-Baptiste de Roussillon-en-Morvan                           |
| Église Saint-Sébastien de Royer                                              | Royer                            |         | 46° 33′ 20″ nord, 4° 49′ 24″ est |                | |             | Église Saint-Sébastien de Royer                                              |
| Église Saint-Laurent de Rully                                                | Rully                            |         | 46° 52′ 25″ nord, 4° 44′ 24″ est |                | |             | Église Saint-Laurent de Rully                                                |
| Église Saint-Pierre de Sagy                                                  | Sagy                             |         | 46° 35′ 52″ nord, 5° 18′ 31″ est |                | |             | Église Saint-Pierre de Sagy                                                  |
| Église Saint-Léonard de Saillenard                                           | Saillenard                       |         | 46° 41′ 26″ nord, 5° 22′ 11″ est |                | |             | Église Saint-Léonard de Saillenard                                           |
| Église de Sailly                                                             | Sailly                           |         | 46° 32′ 09″ nord, 4° 34′ 00″ est |                | |             | Église de Sailly                                                             |
| Église Saint-Agnan de Saint-Agnan                                            | Saint-Agnan                      |         | 46° 30′ 12″ nord, 3° 52′ 49″ est |                | |             | Église Saint-Agnan de Saint-Agnan                                            |
| Église de Saint-Albain                                                       | Saint-Albain                     |         | 46° 25′ 39″ nord, 4° 52′ 35″ est | « PA00113414 » | Classé MH | 1929        | Église de Saint-Albain                                                       |
| Église Saint-Ambroise de Saint-Ambreuil                                      | Saint-Ambreuil                   |         | 46° 41′ 37″ nord, 4° 51′ 36″ est |                | |             | Église Saint-Ambroise de Saint-Ambreuil                                      |
| Église Saint-Amour de Saint-Amour-Bellevue                                   | Saint-Amour-Bellevue             |         | 46° 14′ 44″ nord, 4° 44′ 35″ est |                | |             | Église Saint-Amour de Saint-Amour-Bellevue                                   |
| Église Saint-André de Saint-André-en-Bresse                                  | Saint-André-en-Bresse            |         | 46° 39′ 00″ nord, 5° 05′ 44″ est |                | |             | Église Saint-André de Saint-André-en-Bresse                                  |
| Église Saint-André de Saint-André-le-Désert                                  | Saint-André-le-Désert            |         | 46° 29′ 41″ nord, 4° 31′ 49″ est |                | |             | Église Saint-André de Saint-André-le-Désert                                  |
| Église Saint-Aubin de Saint-Aubin-en-Charollais                              | Saint-Aubin-en-Charollais        |         | 46° 29′ 48″ nord, 4° 12′ 55″ est |                | |             | Église Saint-Aubin de Saint-Aubin-en-Charollais                              |
| Église Saint-Aubin de Saint-Aubin-sur-Loire                                  | Saint-Aubin-sur-Loire            |         | 46° 34′ 04″ nord, 3° 44′ 41″ est | « PA71000028 » | Classé MH | 2002        | Église Saint-Aubin de Saint-Aubin-sur-Loire                                  |
| Église Saint-Bénigne de Saint-Berain-sous-Sanvignes                          | Saint-Berain-sous-Sanvignes      |         | 46° 42′ 24″ nord, 4° 17′ 39″ est |                | |             | Image manquante Téléverser                                                   |
| Église Saint-Baudile de Saint-Boil                                           | Saint-Boil                       |         | 46° 39′ 14″ nord, 4° 41′ 00″ est | « PA00113421 » | Inscrit MH Le Clocher | 1943        | Église Saint-Baudile de Saint-Boil                                           |
| Église Saint-Bonnet de Saint-Bonnet-de-Cray                                  | Saint-Bonnet-de-Cray             |         | 46° 12′ 53″ nord, 4° 08′ 24″ est | « PA00113422 » | Classé MH Eglise à l'exception du beffroi et de la nef                                                                     | 1922        | Église Saint-Bonnet de Saint-Bonnet-de-Cray                                  |
| Église Sainte-Madeleine de Saint-Bonnet-de-Joux                              | Saint-Bonnet-de-Joux             |         | 46° 28′ 52″ nord, 4° 26′ 25″ est |                | |             | Église Sainte-Madeleine de Saint-Bonnet-de-Joux                              |
| Église Saint-Maur de Saint-Bonnet-de-Vieille-Vigne                           | Saint-Bonnet-de-Vieille-Vigne    |         | 46° 31′ 31″ nord, 4° 15′ 31″ est |                | |             | Église Saint-Maur de Saint-Bonnet-de-Vieille-Vigne                           |
| Église Sainte-Madeleine de Saint-Bonnet-en-Bresse                            | Saint-Bonnet-en-Bresse           |         | 46° 51′ 11″ nord, 5° 10′ 38″ est |                | |             | Église Sainte-Madeleine de Saint-Bonnet-en-Bresse                            |
| Église Saint-Bénigne de Saint-Bérain-sur-Dheune                              | Saint-Bérain-sur-Dheune          |         | 46° 49′ 25″ nord, 4° 36′ 06″ est | « IA71002272 » | |             | Église Saint-Bénigne de Saint-Bérain-sur-Dheune                              |
| Église Saint-Christophe de Saint-Christophe-en-Bresse                        | Saint-Christophe-en-Bresse       |         | 46° 45′ 07″ nord, 4° 59′ 19″ est | « PA00113424 » | Inscrit MH Eglise, à l'exception de la façade occidentale                                                                  | 1971        | Église Saint-Christophe de Saint-Christophe-en-Bresse                        |
| Église Saint-Christophe de Saint-Christophe-en-Brionnais                     | Saint-Christophe-en-Brionnais    |         | 46° 17′ 27″ nord, 4° 10′ 32″ est |                | |             | Église Saint-Christophe de Saint-Christophe-en-Brionnais                     |
| Église Saint-Clément de Saint-Clément-sur-Guye                               | Saint-Clément-sur-Guye           |         | 46° 36′ 56″ nord, 4° 35′ 05″ est | « PA00113425 » | Classé MH | 1927        | Église Saint-Clément de Saint-Clément-sur-Guye                               |
| Église Saint-Cyr-et-Sainte-Julitte de Saint-Cyr                              | Saint-Cyr                        |         | 46° 41′ 01″ nord, 4° 53′ 27″ est | « PA71000029 » | Inscrit MH | 2001        | Église Saint-Cyr-et-Sainte-Julitte de Saint-Cyr                              |
| Église de l'Immaculée-Conception de Saint-Denis-de-Vaux                      | Saint-Denis-de-Vaux              |         | 46° 47′ 37″ nord, 4° 41′ 47″ est |                | |             | Église de l'Immaculée-Conception de Saint-Denis-de-Vaux                      |
| Église Saint-Didier de Saint-Didier-en-Bresse                                | Saint-Didier-en-Bresse           |         | 46° 51′ 09″ nord, 5° 05′ 32″ est | « IA71000156 » | |             | Église Saint-Didier de Saint-Didier-en-Bresse                                |
| Église Saint-Didier de Saint-Didier-en-Brionnais                             | Saint-Didier-en-Brionnais        |         | 46° 20′ 11″ nord, 4° 07′ 28″ est |                | |             | Église Saint-Didier de Saint-Didier-en-Brionnais                             |
| Église Saint-Didier de Saint-Didier-sur-Arroux                               | Saint-Didier-sur-Arroux          |         | 46° 49′ 59″ nord, 4° 06′ 58″ est |                | |             | Église Saint-Didier de Saint-Didier-sur-Arroux                               |
| Église Saint-Isidore de Saint-Désert                                         | Saint-Désert                     |         | 46° 45′ 14″ nord, 4° 42′ 36″ est |                | |             | Église Saint-Isidore de Saint-Désert                                         |
| Église Saint-Edmond de Saint-Edmond                                          | Saint-Edmond                     |         | 46° 12′ 17″ nord, 4° 12′ 47″ est |                | |             | Église Saint-Edmond de Saint-Edmond                                          |
| Église Saint-Eugène de Saint-Eugène (Saône-et-Loire)                         | Saint-Eugène                     |         | 46° 44′ 13″ nord, 4° 11′ 42″ est |                | |             | Église Saint-Eugène de Saint-Eugène (Saône-et-Loire)                         |
| Église Saint-Eusèbe de Saint-Eusèbe (Saône-et-Loire)                         | Saint-Eusèbe                     |         | 46° 42′ 47″ nord, 4° 27′ 44″ est |                | |             | Église Saint-Eusèbe de Saint-Eusèbe (Saône-et-Loire)                         |
| Église Saint-Firmin de Saint-Firmin (Saône-et-Loire)                         | Saint-Firmin                     |         | 46° 49′ 45″ nord, 4° 28′ 10″ est |                | |             | Église Saint-Firmin de Saint-Firmin (Saône-et-Loire)                         |
| Église Saint-Ferréol de Saint-Forgeot                                        | Saint-Forgeot                    |         | 47° 00′ 13″ nord, 4° 18′ 04″ est |                | |             | Image manquante Téléverser                                                   |
| Église Saint-Gangolf-d'Avallon de Saint-Gengoux-de-Scissé                    | Saint-Gengoux-de-Scissé          |         | 46° 27′ 43″ nord, 4° 46′ 28″ est | « PA00113429 » | Inscrit MH Choeur, clocher et abside                                                                                       | 1932        | Église Saint-Gangolf-d'Avallon de Saint-Gengoux-de-Scissé                    |
| Église Saint-Gengoux de Saint-Gengoux-le-National                            | Saint-Gengoux-le-National        |         | 46° 36′ 53″ nord, 4° 39′ 47″ est | « PA00113430 » | Inscrit MH | 1926        | Église Saint-Gengoux de Saint-Gengoux-le-National                            |
| Église Saint-Germain de Saint-Germain-du-Bois                                | Saint-Germain-du-Bois            |         | 46° 45′ 12″ nord, 5° 14′ 33″ est |                | |             | Église Saint-Germain de Saint-Germain-du-Bois                                |
| Église Saint-Germain de Saint-Germain-du-Plain                               | Saint-Germain-du-Plain           |         | 46° 42′ 17″ nord, 4° 58′ 56″ est |                | |             | Église Saint-Germain de Saint-Germain-du-Plain                               |
| Église Saint-Germain-et-Saint-Benoît de Saint-Germain-en-Brionnais           | Saint-Germain-en-Brionnais       |         | 46° 21′ 01″ nord, 4° 15′ 38″ est | « PA00113432 » | Classé MH L'église, à l'exception de sa tour                                                                               | 1930        | Église Saint-Germain-et-Saint-Benoît de Saint-Germain-en-Brionnais           |
| Église Saint-Germain de Saint-Germain-lès-Buxy                               | Saint-Germain-lès-Buxy           |         | 46° 42′ 35″ nord, 4° 46′ 19″ est |                | |             | Église Saint-Germain de Saint-Germain-lès-Buxy                               |
| Église Saint-Gervais de Saint-Gervais-en-Vallière                            | Saint-Gervais-en-Vallière        |         | 46° 56′ 19″ nord, 4° 57′ 01″ est | « IA71000599 » | |             | Église Saint-Gervais de Saint-Gervais-en-Vallière                            |
| Église Saint-Gervais de Saint-Gervais-sur-Couches                            | Saint-Gervais-sur-Couches        |         | 46° 55′ 15″ nord, 4° 34′ 47″ est | « PA00113433 » | Classé MH | 1911        | Église Saint-Gervais de Saint-Gervais-sur-Couches                            |
| Église Saint-Gilles de Saint-Gilles (Saône-et-Loire)                         | Saint-Gilles                     |         | 46° 52′ 41″ nord, 4° 39′ 52″ est |                | |             | Église Saint-Gilles de Saint-Gilles (Saône-et-Loire)                         |
| Église Saint-Eusèbe de Saint-Huruge                                          | Saint-Huruge                     |         | 46° 34′ 47″ nord, 4° 34′ 06″ est | « PA00113434 » | Inscrit MH | 1950        | Église Saint-Eusèbe de Saint-Huruge                                          |
| Église Notre-Dame-de-l'Assomption de Saint-Igny-de-Roche                     | Saint-Igny-de-Roche              |         | 46° 11′ 27″ nord, 4° 17′ 49″ est |                | |             | Église Notre-Dame-de-l'Assomption de Saint-Igny-de-Roche                     |
| Église Saint-Jean-Baptiste de Saint-Jean-de-Trézy                            | Saint-Jean-de-Trézy              |         | 46° 50′ 11″ nord, 4° 35′ 17″ est |                | |             | Image manquante Téléverser                                                   |
| Église Saint-Jean-Baptiste de Saint-Jean-de-Vaux                             | Saint-Jean-de-Vaux               |         | 46° 48′ 33″ nord, 4° 41′ 52″ est |                | |             | Église Saint-Jean-Baptiste de Saint-Jean-de-Vaux                             |
| Église Saint-Julien de Saint-Julien-de-Civry                                 | Saint-Julien-de-Civry            |         | 46° 21′ 56″ nord, 4° 13′ 55″ est |                | |             | Église Saint-Julien de Saint-Julien-de-Civry                                 |
| Église Saint-Julien-de-Brioude de Saint-Julien-de-Jonzy                      | Saint-Julien-de-Jonzy            |         | 46° 14′ 15″ nord, 4° 08′ 40″ est | « PA00113436 » | Classé MH Le portail et le clocher                                                                                         | 1910        | Église Saint-Julien-de-Brioude de Saint-Julien-de-Jonzy                      |
| Église Saint-Julien de Saint-Julien-sur-Dheune                               | Saint-Julien-sur-Dheune          |         | 46° 46′ 25″ nord, 4° 32′ 34″ est |                | |             | Église Saint-Julien de Saint-Julien-sur-Dheune                               |
| Église Saint-Laurent de Saint-Laurent-d'Andenay                              | Saint-Laurent-d'Andenay          |         | 46° 44′ 12″ nord, 4° 30′ 50″ est |                | |             | Église Saint-Laurent de Saint-Laurent-d'Andenay                              |
| Église Saint-Laurent de Saint-Laurent-en-Brionnais                           | Saint-Laurent-en-Brionnais       |         | 46° 16′ 24″ nord, 4° 15′ 30″ est | « PA00113437 » | Classé MH Le choeur et le clocher                                                                                          | 1875        | Église Saint-Laurent de Saint-Laurent-en-Brionnais                           |
| Église Saint-Loup de Saint-Loup-de-la-Salle                                  | Saint-Loup-Géanges               |         | 46° 56′ 51″ nord, 4° 54′ 31″ est | « PA00113441 » | Inscrit MH | 1926        | Église Saint-Loup de Saint-Loup-de-la-Salle                                  |
| Église Saint-Loup de Saint-Loup-de-Varennes                                  | Saint-Loup-de-Varennes           |         | 46° 43′ 32″ nord, 4° 51′ 44″ est |                | |             | Église Saint-Loup de Saint-Loup-de-Varennes                                  |
| Église Saint-Léger de Saint-Léger-du-Bois                                    | Saint-Léger-du-Bois              |         | 47° 00′ 49″ nord, 4° 26′ 48″ est |                | |             | Image manquante Téléverser                                                   |
| Église Saint-Léger de Saint-Léger-sous-Beuvray                               | Saint-Léger-sous-Beuvray         |         | 46° 55′ 18″ nord, 4° 06′ 11″ est |                | |             | Image manquante Téléverser                                                   |
| Église Saint-Léger de Saint-Léger-sous-la-Bussière                           | Saint-Léger-sous-la-Bussière     |         | 46° 18′ 35″ nord, 4° 33′ 18″ est |                | |             | Église Saint-Léger de Saint-Léger-sous-la-Bussière                           |
| Église Saint-Léger de Saint-Léger-sur-Dheune                                 | Saint-Léger-sur-Dheune           |         | 46° 50′ 53″ nord, 4° 38′ 15″ est |                | |             | Église Saint-Léger de Saint-Léger-sur-Dheune                                 |
| Abbaye Saint-Marcel-lès-Chalon                                               | Saint-Marcel                     |         | 46° 46′ 31″ nord, 4° 53′ 18″ est | « PA00113443 » | Classé MH | 1862        | Abbaye Saint-Marcel-lès-Chalon                                               |
| Église Saint-Paul de Cray                                                    | Saint-Marcelin-de-Cray           |         | 46° 46′ 31″ nord, 4° 53′ 18″ est | « PA00113444 » | Classé MH | 1931        | Église Saint-Paul de Cray                                                    |
| Église Saint-Marcelin de Saint-Marcelin-de-Cray                              | Saint-Marcelin-de-Cray           |         | 46° 33′ 37″ nord, 4° 31′ 35″ est |                | |             | Église Saint-Marcelin de Saint-Marcelin-de-Cray                              |
| Vieux clocher roman de Saint-Martin-Belle-Roche                              | Saint-Martin-Belle-Roche         |         | 46° 22′ 52″ nord, 4° 51′ 25″ est | « PA00113447 » | Inscrit MH Abside, choeur et clocher                                                                                       | 1942        | Vieux clocher roman de Saint-Martin-Belle-Roche                              |
| Église Saint-Martin de Saint-Martin-Belle-Roche                              | Saint-Martin-Belle-Roche         |         | 46° 22′ 53″ nord, 4° 51′ 24″ est |                | |             | Église Saint-Martin de Saint-Martin-Belle-Roche                              |
| Église Saint-Martin de Saint-Martin (Saône-et-Loire)                         | Saint-Martin-de-Commune          |         | 46° 54′ 28″ nord, 4° 30′ 39″ est |                | |             | Église Saint-Martin de Saint-Martin (Saône-et-Loire)                         |
| Église Saint-Martin de Saint-Martin-de-Lixy                                  | Saint-Martin-de-Lixy             |         | 46° 12′ 12″ nord, 4° 14′ 41″ est | « PA00113448 » | Inscrit MH | 1950        | Église Saint-Martin de Saint-Martin-de-Lixy                                  |
| Église Saint-Martin de Saint-Martin-de-Salencey                              | Saint-Martin-de-Salencey         |         | 46° 31′ 19″ nord, 4° 30′ 10″ est |                | |             | Église Saint-Martin de Saint-Martin-de-Salencey                              |
| Église Saint-Martin de Saint-Martin-du-Lac                                   | Saint-Martin-du-Lac              |         | 46° 15′ 11″ nord, 4° 02′ 42″ est |                | |             | Église Saint-Martin de Saint-Martin-du-Lac                                   |
| Église Saint-Martin de Saint-Martin-du-Mont                                  | Saint-Martin-du-Mont             |         | 46° 36′ 51″ nord, 5° 17′ 35″ est |                | |             | Église Saint-Martin de Saint-Martin-du-Mont                                  |
| Église Saint-Martin de Saint-Martin-du-Tartre                                | Saint-Martin-du-Tartre           |         | 46° 38′ 21″ nord, 4° 36′ 50″ est |                | |             | Église Saint-Martin de Saint-Martin-du-Tartre                                |
| Église Saint-Martin de Saint-Martin-en-Bresse                                | Saint-Martin-en-Bresse           |         | 46° 49′ 04″ nord, 5° 03′ 38″ est | « IA71000157 » | |             | Église Saint-Martin de Saint-Martin-en-Bresse                                |
| Église Saint-Martin de Saint-Martin-en-Gâtinois                              | Saint-Martin-en-Gâtinois         |         | 46° 56′ 26″ nord, 5° 00′ 53″ est | « IA71000556 » | |             | Église Saint-Martin de Saint-Martin-en-Gâtinois                              |
| Église Saint-Martin de Saint-Martin-sous-Montaigu                            | Saint-Martin-sous-Montaigu       |         | 46° 48′ 58″ nord, 4° 42′ 52″ est |                | |             | Église Saint-Martin de Saint-Martin-sous-Montaigu                            |
| Église Saint-Denis de Saint-Maurice-de-Satonnay                              | Saint-Maurice-de-Satonnay        |         | 46° 24′ 48″ nord, 4° 47′ 08″ est |                | |             | Église Saint-Denis de Saint-Maurice-de-Satonnay                              |
| Église Notre-Dame-de-Santonay-Reine-des-Pauvres de Saint-Maurice-de-Satonnay | Saint-Maurice-de-Satonnay        |         | 46° 23′ 42″ nord, 4° 47′ 02″ est |                | |             | Église Notre-Dame-de-Santonay-Reine-des-Pauvres de Saint-Maurice-de-Satonnay |
| Église Saint-Maurice de Saint-Maurice-des-Champs                             | Saint-Maurice-des-Champs         |         | 46° 37′ 46″ nord, 4° 37′ 15″ est | « PA00113449 » | Inscrit MH Le portail latéral sud                                                                                          | 1971        | Église Saint-Maurice de Saint-Maurice-des-Champs                             |
| Église de la Rochette                                                        | Saint-Maurice-des-Champs         |         | 46° 37′ 37″ nord, 4° 37′ 58″ est |                | |             | Église de la Rochette                                                        |
| Église Saint-Maurice de Saint-Maurice-lès-Châteauneuf                        | Saint-Maurice-lès-Châteauneuf    |         | 46° 13′ 01″ nord, 4° 15′ 11″ est |                | |             | Église Saint-Maurice de Saint-Maurice-lès-Châteauneuf                        |
| Église Saint-Maurice de Saint-Maurice-lès-Couches                            | Saint-Maurice-lès-Couches        |         | 46° 52′ 52″ nord, 4° 35′ 40″ est |                | |             | Église Saint-Maurice de Saint-Maurice-lès-Couches                            |
| Église Saint-Pierre de Saint-Micaud                                          | Saint-Micaud                     |         | 46° 41′ 18″ nord, 4° 32′ 51″ est |                | |             | Église Saint-Pierre de Saint-Micaud                                          |
| Église Saint-Pierre de Saint-Pierre-de-Varennes                              | Saint-Pierre-de-Varennes         |         | 46° 50′ 26″ nord, 4° 29′ 55″ est |                | |             | Église Saint-Pierre de Saint-Pierre-de-Varennes                              |
| Église Saint-Pierre de Saint-Pierre-le-Vieux                                 | Saint-Pierre-le-Vieux            |         | 46° 17′ 07″ nord, 4° 32′ 14″ est |                | |             | Église Saint-Pierre de Saint-Pierre-le-Vieux                                 |
| Église Saint-Donat de Saint-Point                                            | Saint-Point                      |         | 46° 20′ 33″ nord, 4° 36′ 56″ est | « PA00113455 » | Classé MH | 1948        | Église Saint-Donat de Saint-Point                                            |
| Église Saint-Prix de Saint-Prix (Saône-et-Loire)                             | Saint-Prix                       |         | 46° 57′ 20″ nord, 4° 04′ 24″ est |                | |             | Église Saint-Prix de Saint-Prix (Saône-et-Loire)                             |
| Église de Saint-Racho                                                        | Saint-Racho                      |         | 46° 15′ 54″ nord, 4° 22′ 06″ est |                | |             | Église de Saint-Racho                                                        |
| Église Saint-Romain de Saint-Romain-sous-Gourdon                             | Saint-Romain-sous-Gourdon        |         | 46° 37′ 19″ nord, 4° 24′ 11″ est | « PA00113458 » | Inscrit MH | 1937        | Église Saint-Romain de Saint-Romain-sous-Gourdon                             |
| Église Saint-Jean-Baptiste de Saint-Romain-sous-Versigny                     | Saint-Romain-sous-Versigny       |         | 46° 38′ 50″ nord, 4° 11′ 10″ est |                | |             | Église Saint-Jean-Baptiste de Saint-Romain-sous-Versigny                     |
| Église Sainte-Thérèse-de-l'Enfant-Jésus de Saint-Rémy                        | Saint-Rémy                       |         | 46° 46′ 26″ nord, 4° 49′ 42″ est |                | |             | Image manquante Téléverser                                                   |
| Église Saint-Rémy de Saint-Rémy (Saône-et-Loire)                             | Saint-Rémy                       |         | 46° 45′ 45″ nord, 4° 50′ 27″ est |                | |             | Église Saint-Rémy de Saint-Rémy (Saône-et-Loire)                             |
| Église Saint-Saturnin de Saint-Sernin-du-Bois                                | Saint-Sernin-du-Bois             |         | 46° 50′ 29″ nord, 4° 25′ 57″ est |                | |             | Église Saint-Saturnin de Saint-Sernin-du-Bois                                |
| Église Saint-Saturnin de Saint-Sernin-du-Plain                               | Saint-Sernin-du-Plain            |         | 46° 53′ 31″ nord, 4° 37′ 12″ est | « PA00113459 » | Inscrit MH | 1987        | Église Saint-Saturnin de Saint-Sernin-du-Plain                               |
| Église Saint-Romain de Saint-Romain-des-Îles                                 | Saint-Symphorien-d'Ancelles      |         | 46° 11′ 16″ nord, 4° 46′ 29″ est | « PA00113547 » | Inscrit MH | 1991        | Église Saint-Romain de Saint-Romain-des-Îles                                 |
| Église Saint-Symphorien de Saint-Symphorien-d'Ancelles                       | Saint-Symphorien-d'Ancelles      |         | 46° 11′ 45″ nord, 4° 46′ 08″ est |                | |             | Église Saint-Symphorien de Saint-Symphorien-d'Ancelles                       |
| Église Saint-Symphorien de Saint-Symphorien-de-Marmagne                      | Saint-Symphorien-de-Marmagne     |         | 46° 50′ 24″ nord, 4° 19′ 53″ est |                | |             | Église Saint-Symphorien de Saint-Symphorien-de-Marmagne                      |
| Église Saint-Eusèbe de Saint-Usuge                                           | Saint-Usuge                      |         | 46° 40′ 42″ nord, 5° 15′ 02″ est |                | |             | Église Saint-Eusèbe de Saint-Usuge                                           |
| Église Saint-Valérien de Saint-Vallerin                                      | Saint-Vallerin                   |         | 46° 41′ 14″ nord, 4° 40′ 28″ est |                | |             | Église Saint-Valérien de Saint-Vallerin                                      |
| Église Saint-Valère de Saint-Vallier                                         | Saint-Vallier                    |         | 46° 38′ 24″ nord, 4° 22′ 12″ est |                | |             | Église Saint-Valère de Saint-Vallier                                         |
| Église Saint-Martin de Bragny                                                | Saint-Vincent-Bragny             |         | 46° 32′ 08″ nord, 4° 07′ 55″ est |                | |             | Église Saint-Martin de Bragny                                                |
| Église Saint-Vincent de Saint-Vincent (Saône-et-Loire)                       | Saint-Vincent-Bragny             |         | 46° 31′ 54″ nord, 4° 07′ 31″ est |                | |             | Église Saint-Vincent de Saint-Vincent (Saône-et-Loire)                       |
| Église Saint-Vincent de Saint-Vincent-des-Prés                               | Saint-Vincent-des-Prés           |         | 46° 28′ 28″ nord, 4° 33′ 43″ est | « PA00113461 » | Classé MH | 1913        | Église Saint-Vincent de Saint-Vincent-des-Prés                               |
| Église Saint-Vincent de Saint-Vincent-en-Bresse                              | Saint-Vincent-en-Bresse          |         | 46° 39′ 58″ nord, 5° 03′ 29″ est |                | |             | Église Saint-Vincent de Saint-Vincent-en-Bresse                              |
| Église Saint-Véran de Saint-Vérand (Saône-et-Loire)                          | Saint-Vérand                     |         | 46° 15′ 18″ nord, 4° 44′ 06″ est |                | |             | Église Saint-Véran de Saint-Vérand (Saône-et-Loire)                          |
| Église Saint-Oyen de Saint-Yan                                               | Saint-Yan                        |         | 46° 24′ 45″ nord, 4° 02′ 17″ est |                | |             | Église Saint-Oyen de Saint-Yan                                               |
| Église Saint-Barthélemy de Saint-Ythaire                                     | Saint-Ythaire                    |         | 46° 34′ 07″ nord, 4° 36′ 32″ est |                | |             | Image manquante Téléverser                                                   |
| Église Saint-Jean-Baptiste de Saint-Émiland                                  | Saint-Émiland                    |         | 46° 54′ 19″ nord, 4° 29′ 04″ est |                | |             | Église Saint-Jean-Baptiste de Saint-Émiland                                  |
| Église Saint-Étienne de Saint-Étienne-en-Bresse                              | Saint-Étienne-en-Bresse          |         | 46° 42′ 23″ nord, 5° 03′ 09″ est |                | |             | Église Saint-Étienne de Saint-Étienne-en-Bresse                              |
| Église de l'Invention-de-la-Sainte-Croix de Sainte-Croix-en-Bresse           | Sainte-Croix-en-Bresse           |         | 46° 34′ 23″ nord, 5° 14′ 46″ est |                | |             | Église de l'Invention-de-la-Sainte-Croix de Sainte-Croix-en-Bresse           |
| Église Sainte-Cécile de Sainte-Cécile (Saône-et-Loire)                       | Sainte-Cécile                    |         | 46° 23′ 18″ nord, 4° 37′ 09″ est |                | |             | Église Sainte-Cécile de Sainte-Cécile (Saône-et-Loire)                       |
| Église Sainte-Claire-d'Assise de Sainte-Foy                                  | Sainte-Foy                       |         | 46° 16′ 48″ nord, 4° 07′ 42″ est |                | |             | Église Sainte-Claire-d'Assise de Sainte-Foy                                  |
| Église Saint-Symphorien de Sainte-Hélène                                     | Sainte-Hélène                    |         | 46° 45′ 28″ nord, 4° 38′ 35″ est |                | |             | Image manquante Téléverser                                                   |
| Église Sainte-Radegonde de Sainte-Radegonde (Saône-et-Loire)                 | Sainte-Radegonde                 |         | 46° 40′ 57″ nord, 4° 04′ 11″ est |                | |             | Église Sainte-Radegonde de Sainte-Radegonde (Saône-et-Loire)                 |
| Église Saint-Pierre de Saisy                                                 | Saisy                            |         | 46° 57′ 38″ nord, 4° 32′ 54″ est | « PA00113464 » | Classé MH | 1913        | Église Saint-Pierre de Saisy                                                 |
| Église Saint-Antoine de Salornay-sur-Guye                                    | Salornay-sur-Guye                |         | 46° 31′ 16″ nord, 4° 35′ 45″ est |                | |             | Église Saint-Antoine de Salornay-sur-Guye                                    |
| Église Saint-Martin de Sampigny-lès-Maranges                                 | Sampigny-lès-Maranges            |         | 46° 54′ 23″ nord, 4° 39′ 12″ est | « IA71002125 » | |             | Église Saint-Martin de Sampigny-lès-Maranges                                 |
| Église de la Conversion-de-Saint-Paul de Sancé                               | Sancé                            |         | 46° 20′ 26″ nord, 4° 49′ 55″ est |                | |             | Église de la Conversion-de-Saint-Paul de Sancé                               |
| Église Saint-Victor de Santilly                                              | Santilly                         |         | 46° 36′ 57″ nord, 4° 41′ 39″ est |                | |             | Église Saint-Victor de Santilly                                              |
| Église du Saint-Esprit des Baudras                                           | Sanvignes-les-Mines              |         | 46° 38′ 47″ nord, 4° 17′ 41″ est |                | |             | Image manquante Téléverser                                                   |
| Église Saint-Symphorien de Sanvignes-les-Mines                               | Sanvignes-les-Mines              |         | 46° 40′ 12″ nord, 4° 17′ 34″ est |                | |             | Image manquante Téléverser                                                   |
| Église Notre-Dame-de-l'Assomption de Sarry                                   | Sarry                            |         | 46° 18′ 37″ nord, 4° 06′ 56″ est |                | |             | Église Notre-Dame-de-l'Assomption de Sarry                                   |
| Église Saint-Fiacre de Sassangy                                              | Sassangy                         |         | 46° 43′ 19″ nord, 4° 38′ 32″ est |                | |             | Image manquante Téléverser                                                   |
| Église Saint-Fiacre de Sassenay                                              | Sassenay                         |         | 46° 49′ 52″ nord, 4° 55′ 13″ est |                | |             | Église Saint-Fiacre de Sassenay                                              |
| Église Saint-Hilaire de Saules                                               | Saules                           |         | 46° 39′ 24″ nord, 4° 40′ 16″ est |                | |             | Église Saint-Hilaire de Saules                                               |
| Église de l'Assomption de Saunières                                          | Saunières                        |         | 46° 54′ 14″ nord, 5° 04′ 57″ est | « IA71000562 » | |             | Église de l'Assomption de Saunières                                          |
| Église de Saint-Révérien de Savianges                                        | Savianges                        |         | 46° 41′ 13″ nord, 4° 36′ 06″ est |                | |             | Église de Saint-Révérien de Savianges                                        |
| Église Saint-Vivant de Savigny-en-Revermont                                  | Savigny-en-Revermont             |         | 46° 38′ 05″ nord, 5° 25′ 19″ est |                | |             | Église Saint-Vivant de Savigny-en-Revermont                                  |
| Église Notre-Dame-de-Grâce de Savigny-sur-Grosne                             | Savigny-sur-Grosne               |         | 46° 34′ 58″ nord, 4° 40′ 18″ est |                | |             | Église Notre-Dame-de-Grâce de Savigny-sur-Grosne                             |
| Église Notre-Dame-de-l'Assomption de Savigny-sur-Seille                      | Savigny-sur-Seille               |         | 46° 37′ 17″ nord, 5° 06′ 25″ est |                | |             | Église Notre-Dame-de-l'Assomption de Savigny-sur-Seille                      |
| Collégiale Saint-Hilaire de Semur-en-Brionnais                               | Semur-en-Brionnais               |         | 46° 15′ 48″ nord, 4° 05′ 13″ est | « PA00113469 » | Classé MH | 1862        | Collégiale Saint-Hilaire de Semur-en-Brionnais                               |
| Église romane Saint-Julien de Sennecey-le-Grand                              | Sennecey-le-Grand                |         | 46° 38′ 15″ nord, 4° 52′ 09″ est | « PA00113475 » | Classé MH | 1862        | Église romane Saint-Julien de Sennecey-le-Grand                              |
| Église paroissiale Saint-Julien de Sennecey-le-Grand                         | Sennecey-le-Grand                |         | 46° 38′ 15″ nord, 4° 52′ 09″ est | « PA00113556 » | Inscrit MH | 1991        | Église paroissiale Saint-Julien de Sennecey-le-Grand                         |
| Église Saint-Pierre de Senozan                                               | Senozan                          |         | 46° 23′ 52″ nord, 4° 51′ 41″ est | « PA71000071 » | Inscrit MH | 2014        | Église Saint-Pierre de Senozan                                               |
| Église Saint-Germain de Sens-sur-Seille                                      | Sens-sur-Seille                  |         | 46° 44′ 50″ nord, 5° 19′ 32″ est |                | |             | Église Saint-Germain de Sens-sur-Seille                                      |
| Église Saint-Georges de Sercy                                                | Sercy                            |         | 46° 36′ 16″ nord, 4° 41′ 03″ est |                | |             | Image manquante Téléverser                                                   |
| Église Saint-Vincent de Serley                                               | Serley                           |         | 46° 46′ 59″ nord, 5° 12′ 59″ est |                | |             | Église Saint-Vincent de Serley                                               |
| Église Saint-Vincent de Sermesse                                             | Sermesse                         |         | 46° 53′ 56″ nord, 5° 05′ 19″ est | « IA71000937 » | |             | Église Saint-Vincent de Sermesse                                             |
| Église Saint-François-d'Assise de Serrigny-en-Bresse                         | Serrigny-en-Bresse               |         | 46° 48′ 59″ nord, 5° 07′ 03″ est |                | |             | Église Saint-François-d'Assise de Serrigny-en-Bresse                         |
| Église Saint-Jacques-le-Majeur de Serrières                                  | Serrières                        |         | 46° 18′ 46″ nord, 4° 40′ 57″ est |                | |             | Église Saint-Jacques-le-Majeur de Serrières                                  |
| Église Saint-Louis de Sevrey                                                 | Sevrey                           |         | 46° 44′ 09″ nord, 4° 50′ 20″ est |                | |             | Église Saint-Louis de Sevrey                                                 |
| Église Saint-Symphorien de Sigy-le-Châtel                                    | Sigy-le-Châtel                   |         | 46° 33′ 10″ nord, 4° 34′ 25″ est |                | |             | Église Saint-Symphorien de Sigy-le-Châtel                                    |
| Église Saint-Jean-Baptiste de Simandre                                       | Simandre                         |         | 46° 37′ 28″ nord, 4° 59′ 17″ est | « PA00113478 » | Inscrit MH Le clocher et l'abside                                                                                          | 1951        | Église Saint-Jean-Baptiste de Simandre                                       |
| Église Saint-Pierre de Simard                                                | Simard                           |         | 46° 43′ 13″ nord, 5° 10′ 51″ est |                | |             | Église Saint-Pierre de Simard                                                |
| Église de l'Assomption de Sivignon                                           | Sivignon                         |         | 46° 25′ 37″ nord, 4° 29′ 54″ est |                | |             | Église de l'Assomption de Sivignon                                           |
| Église Saint-Vincent de Sologny                                              | Sologny                          |         | 46° 21′ 36″ nord, 4° 40′ 59″ est | « PA00113479 » | Inscrit MH | 1930        | Église Saint-Vincent de Sologny                                              |
| Église Saint-Pierre de Solutré                                               | Solutré-Pouilly                  |         | 46° 17′ 48″ nord, 4° 43′ 26″ est |                | |             | Église Saint-Pierre de Solutré                                               |
| Église Saint-Pierre de Pouilly                                               | Solutré-Pouilly                  |         | 46° 17′ 31″ nord, 4° 44′ 23″ est |                | |             | Image manquante Téléverser                                                   |
| Église Saint-Martial de Sommant                                              | Sommant                          |         | 47° 02′ 57″ nord, 4° 13′ 04″ est |                | |             | Église Saint-Martial de Sommant                                              |
| Église Saint-Remy de Sornay                                                  | Sornay                           |         | 46° 37′ 47″ nord, 5° 10′ 58″ est |                | |             | Image manquante Téléverser                                                   |
| Église Notre-Dame-de-l'Assomption de Suin                                    | Suin                             |         | 46° 26′ 01″ nord, 4° 28′ 28″ est | « PA00113482 » | Inscrit MH Le clocher ; Inscrit MH L'abside                                                                                | 1932 ; 1950 | Église Notre-Dame-de-l'Assomption de Suin                                    |
| Église Notre-Dame-de-l'Assomption de Sully                                   | Sully                            |         | 47° 00′ 30″ nord, 4° 28′ 20″ est |                | |             | Image manquante Téléverser                                                   |
| Église de la Réconciliation de Taizé                                         | Taizé                            |         | 46° 30′ 56″ nord, 4° 40′ 42″ est |                | |             | Église de la Réconciliation de Taizé                                         |
| Église Sainte-Marie-Madeleine de Taizé                                       | Taizé                            |         | 46° 30′ 47″ nord, 4° 40′ 40″ est | « PA00113486 » | Classé MH | 1913        | Église Sainte-Marie-Madeleine de Taizé                                       |
| Église Saint-Étienne de Tancon                                               | Tancon                           |         | 46° 12′ 07″ nord, 4° 15′ 48″ est |                | |             | Église Saint-Étienne de Tancon                                               |
| Église Saint-Laurent de Tavernay                                             | Tavernay                         |         | 47° 00′ 52″ nord, 4° 14′ 05″ est |                | |             | Église Saint-Laurent de Tavernay                                             |
| Église Saint-Léger de Terrans                                                | Terrans                          |         | 46° 53′ 05″ nord, 5° 13′ 24″ est |                | |             | Église Saint-Léger de Terrans                                                |
| Collégiale de la Nativité-de-la-Sainte-Vierge de Thil-sur-Arroux             | Thil-sur-Arroux                  |         | 46° 48′ 06″ nord, 4° 05′ 37″ est |                | |             | Collégiale de la Nativité-de-la-Sainte-Vierge de Thil-sur-Arroux             |
| Église Saint-Denis de Thurey                                                 | Thurey                           |         | 46° 44′ 38″ nord, 5° 07′ 18″ est |                | |             | Église Saint-Denis de Thurey                                                 |
| Église Saint-Germain de Tintry                                               | Tintry                           |         | 46° 55′ 48″ nord, 4° 29′ 42″ est |                | |             | Église Saint-Germain de Tintry                                               |
| Église Saint-Barthélemy de Torcy                                             | Torcy                            |         | 46° 46′ 12″ nord, 4° 27′ 11″ est |                | |             | Église Saint-Barthélemy de Torcy                                             |
| Église Saint-Vérand de Torpes                                                | Torpes                           |         | 46° 50′ 41″ nord, 5° 20′ 14″ est |                | |             | Église Saint-Vérand de Torpes                                                |
| Église romane Saint-Jean-Baptiste de Toulon-sur-Arroux                       | Toulon-sur-Arroux                |         | 46° 41′ 38″ nord, 4° 08′ 18″ est | « PA00113487 » | Classé MH | 1971        | Église romane Saint-Jean-Baptiste de Toulon-sur-Arroux                       |
| Église nouvelle Saint-Jean-Baptiste de Toulon-sur-Arroux                     | Toulon-sur-Arroux                |         | 46° 41′ 39″ nord, 4° 08′ 20″ est |                | |             | Église nouvelle Saint-Jean-Baptiste de Toulon-sur-Arroux                     |
| Église Saint-Valérien de Tournus                                             | Tournus                          |         | 46° 33′ 53″ nord, 4° 54′ 35″ est | « PA00113492 » | Inscrit MH | 1927        | Église Saint-Valérien de Tournus                                             |
| Église Sainte-Madeleine de Tournus                                           | Tournus                          |         | 46° 33′ 39″ nord, 4° 54′ 51″ est | « PA00113491 » | Inscrit MH | 1927        | Église Sainte-Madeleine de Tournus                                           |
| Église abbatiale Saint-Philibert de Tournus                                  | Tournus                          |         | 46° 33′ 50″ nord, 4° 54′ 38″ est |                | |             | Église abbatiale Saint-Philibert de Tournus                                  |
| Église de la Nativité-de-la-Sainte-Vierge de Toutenant                       | Toutenant                        |         | 46° 52′ 28″ nord, 5° 06′ 44″ est | « IA71000944 » | |             | Église de la Nativité-de-la-Sainte-Vierge de Toutenant                       |
| Église Saint-Jean-Baptiste de Tramayes                                       | Tramayes                         |         | 46° 18′ 25″ nord, 4° 35′ 52″ est | « PA00113511 » | Inscrit MH Clocher | 1930        | Église Saint-Jean-Baptiste de Tramayes                                       |
| Église Saint-Pantaléon de Trambly                                            | Trambly                          |         | 46° 19′ 42″ nord, 4° 32′ 00″ est | « PA00113512 » | Inscrit MH Le clocher et l'abside                                                                                          | 1926        | Église Saint-Pantaléon de Trambly                                            |
| Église Saint-Germain de Trivy                                                | Trivy                            |         | 46° 23′ 11″ nord, 4° 29′ 31″ est |                | |             | Église Saint-Germain de Trivy                                                |
| Église Saint-Pierre d'Uchizy                                                 | Uchizy                           |         | 46° 30′ 11″ nord, 4° 53′ 04″ est | « PA00113515 » | Classé MH | 1913        | Église Saint-Pierre d'Uchizy                                                 |
| Église Saint-Roch d'Uchon                                                    | Uchon                            |         | 46° 48′ 47″ nord, 4° 15′ 08″ est |                | |             | Église Saint-Roch d'Uchon                                                    |
| Église Saint-Pierre d'Uxeau                                                  | Uxeau                            |         | 46° 39′ 49″ nord, 4° 01′ 30″ est |                | |             | Église Saint-Pierre d'Uxeau                                                  |
| Église Saint-Martin de Vareilles                                             | Vareilles                        |         | 46° 17′ 53″ nord, 4° 15′ 37″ est | « PA00113518 » | Classé MH Le choeur et le clocher                                                                                          | 1909        | Église Saint-Martin de Vareilles                                             |
| Église Saint-Germain de Varenne-Saint-Germain                                | Varenne-Saint-Germain            |         | 46° 25′ 45″ nord, 4° 01′ 31″ est |                | |             | Église Saint-Germain de Varenne-Saint-Germain                                |
| Église Saint-Pierre-aux-Liens de Varenne-l'Arconce                           | Varenne-l'Arconce                |         | 46° 20′ 18″ nord, 4° 09′ 30″ est | « PA00113519 » | Classé MH | 1889        | Église Saint-Pierre-aux-Liens de Varenne-l'Arconce                           |
| Église Saint-Jean-Baptiste de Varennes-Saint-Sauveur                         | Varennes-Saint-Sauveur           |         | 46° 29′ 01″ nord, 5° 14′ 35″ est |                | |             | Église Saint-Jean-Baptiste de Varennes-Saint-Sauveur                         |
| Église Saint-Germain de Varennes-le-Grand                                    | Varennes-le-Grand                |         | 46° 42′ 48″ nord, 4° 52′ 22″ est |                | |             | Image manquante Téléverser                                                   |
| Église Saint-Marcel de Varennes-lès-Mâcon                                    | Varennes-lès-Mâcon               |         | 46° 16′ 14″ nord, 4° 48′ 25″ est |                | |             | Église Saint-Marcel de Varennes-lès-Mâcon                                    |
| Église Saint-Martin de Varennes-sous-Dun                                     | Varennes-sous-Dun                |         | 46° 17′ 25″ nord, 4° 19′ 59″ est |                | |             | Église Saint-Martin de Varennes-sous-Dun                                     |
| Église Saint-Saturnin de Vauban                                              | Vauban                           |         | 46° 15′ 38″ nord, 4° 13′ 23″ est | « PA00113521 » | Inscrit MH Les chapiteaux du choeur                                                                                        | 1950        | Église Saint-Saturnin de Vauban                                              |
| Église Saint-Antoine de Vaudebarrier                                         | Vaudebarrier                     |         | 46° 24′ 48″ nord, 4° 18′ 38″ est |                | |             | Église Saint-Antoine de Vaudebarrier                                         |
| Église Saint-Roch de Vaux-en-Pré                                             | Vaux-en-Pré                      |         | 46° 37′ 40″ nord, 4° 35′ 57″ est | « PA00113522 » | Inscrit MH | 1954        | Église Saint-Roch de Vaux-en-Pré                                             |
| Église Saint-Denis de Vendenesse-lès-Charolles                               | Vendenesse-lès-Charolles         |         | 46° 26′ 28″ nord, 4° 20′ 13″ est |                | |             | Église Saint-Denis de Vendenesse-lès-Charolles                               |
| Église du Sacré-Cœur de Vendenesse-sur-Arroux                                | Vendenesse-sur-Arroux            |         | 46° 37′ 38″ nord, 4° 03′ 54″ est |                | |             | Église du Sacré-Cœur de Vendenesse-sur-Arroux                                |
| Église Saint-Jean-Baptiste de Verdun-sur-le-Doubs                            | Verdun-sur-le-Doubs              |         | 46° 53′ 46″ nord, 5° 01′ 30″ est | « IA71000576 » | |             | Église Saint-Jean-Baptiste de Verdun-sur-le-Doubs                            |
| Église Saint-Martin de Vergisson                                             | Vergisson                        |         | 46° 18′ 33″ nord, 4° 42′ 52″ est |                | |             | Église Saint-Martin de Vergisson                                             |
| Église Saint-Pierre de Verjux                                                | Verjux                           |         | 46° 52′ 40″ nord, 4° 58′ 04″ est | « IA71000334 » | |             | Image manquante Téléverser                                                   |
| Église Saint-Laurent de Verosvres                                            | Verosvres                        |         | 46° 24′ 03″ nord, 4° 26′ 36″ est |                | |             | Église Saint-Laurent de Verosvres                                            |
| Église Saint-Felix de Vers                                                   | Vers                             |         | 46° 34′ 53″ nord, 4° 51′ 12″ est | « PA00113525 » | Inscrit MH | 1987        | Église Saint-Felix de Vers                                                   |
| Église Sainte-Marguerite de Versaugues                                       | Versaugues                       |         | 46° 21′ 43″ nord, 4° 03′ 49″ est |                | |             | Église Sainte-Marguerite de Versaugues                                       |
| Église Saint Jean-Baptiste de Verzé                                          | Verzé                            |         | 46° 22′ 38″ nord, 4° 44′ 09″ est |                | |             | Église Saint Jean-Baptiste de Verzé                                          |
| Église de l'Assomption de Villegaudin                                        | Villegaudin                      |         | 46° 47′ 48″ nord, 5° 05′ 53″ est | « IA71000159 » | |             | Église de l'Assomption de Villegaudin                                        |
| Église Saint-Denis de Villeneuve-en-Montagne                                 | Villeneuve-en-Montagne           |         | 46° 46′ 00″ nord, 4° 36′ 21″ est |                | |             | Église Saint-Denis de Villeneuve-en-Montagne                                 |
| Église Saint-Georges de Vincelles                                            | Vincelles                        |         | 46° 39′ 29″ nord, 5° 14′ 00″ est |                | |             | Église Saint-Georges de Vincelles                                            |
| Église Saint-Martin de Vindecy                                               | Vindecy                          |         | 46° 21′ 08″ nord, 4° 00′ 36″ est |                | |             | Église Saint-Martin de Vindecy                                               |
| Église Saint-Georges de Vinzelles                                            | Vinzelles                        |         | 46° 16′ 17″ nord, 4° 46′ 05″ est | « PA00113531 » | Inscrit MH La porte latérale nord                                                                                          | 1929        | Église Saint-Georges de Vinzelles                                            |
| Église de l'Immaculée-Conception de Virey-le-Grand                           | Virey-le-Grand                   |         | 46° 50′ 38″ nord, 4° 51′ 55″ est |                | |             | Église de l'Immaculée-Conception de Virey-le-Grand                           |
| Église Saint-Barthélemy de Viry                                              | Viry                             |         | 46° 28′ 18″ nord, 4° 20′ 07″ est |                | |             | Église Saint-Barthélemy de Viry                                              |
| Église Saint-Cyr-et-Sainte-Julitte de Viré                                   | Viré                             |         | 46° 26′ 55″ nord, 4° 50′ 29″ est |                | |             | Église Saint-Cyr-et-Sainte-Julitte de Viré                                   |
| Église Saint-Symphorien de Vérizet                                           | Viré                             |         | 46° 26′ 40″ nord, 4° 51′ 20″ est |                | |             | Église Saint-Symphorien de Vérizet                                           |
| Église Saint-Martin de Vitry-en-Charollais                                   | Vitry-en-Charollais              |         | 46° 27′ 16″ nord, 4° 03′ 36″ est |                | |             | Église Saint-Martin de Vitry-en-Charollais                                   |
| Église de l'Assomption de Vitry-sur-Loire                                    | Vitry-sur-Loire                  |         | 46° 40′ 54″ nord, 3° 42′ 15″ est | « PA00113533 » | Inscrit MH | 1936        | Église de l'Assomption de Vitry-sur-Loire                                    |
| Église Saint-Jean-Baptiste de Volesvres                                      | Volesvres                        |         | 46° 28′ 21″ nord, 4° 09′ 36″ est |                | |             | Église Saint-Jean-Baptiste de Volesvres                                      |
| Église Saint-Cyr-et-Sainte-Julitte d'Écuelles                                | Écuelles                         |         | 46° 56′ 32″ nord, 5° 03′ 42″ est | « IA71000493 » | |             | Église Saint-Cyr-et-Sainte-Julitte d'Écuelles                                |
| Église Notre-Dame-de-l'Assomption d'Écuisses                                 | Écuisses                         |         | 46° 45′ 28″ nord, 4° 32′ 13″ est |                | |             | Image manquante Téléverser                                                   |
| Église Saint-Marc d'Épertully                                                | Épertully                        |         | 46° 56′ 34″ nord, 4° 36′ 27″ est |                | |             | Église Saint-Marc d'Épertully                                                |
| Église Saint-Marcel d'Épervans                                               | Épervans                         |         | 46° 45′ 02″ nord, 4° 54′ 03″ est |                | |             | Église Saint-Marcel d'Épervans                                               |
| Église du prieuré du Val Saint-Benoît de Val Saint-Benoît                    | Épinac                           |         | 46° 59′ 33″ nord, 4° 30′ 48″ est |                | |             | Église du prieuré du Val Saint-Benoît de Val Saint-Benoît                    |
| Église Saint-Pierre d'Épinac                                                 | Épinac                           |         | 46° 59′ 33″ nord, 4° 30′ 48″ est |                | |             | Image manquante Téléverser                                                   |
| Église Saint-Pierre d'Étang-sur-Arroux                                       | Étang-sur-Arroux                 |         | 46° 51′ 55″ nord, 4° 11′ 08″ est |                | |             | Église Saint-Pierre d'Étang-sur-Arroux                                       |
| Église Saint-Jean-Baptiste d'Étrigny                                         | Étrigny                          |         | 46° 35′ 25″ nord, 4° 48′ 12″ est |                | |             | Église Saint-Jean-Baptiste d'Étrigny                                         |
| Église Saint-Martin de Champlieu                                             | Étrigny                          |         | 46° 35′ 38″ nord, 4° 47′ 03″ est |                | |             | Église Saint-Martin de Champlieu                                             |